# Liste englischsprachiger Science-Fiction-Autoren
Dies ist eine Liste von Autoren englischsprachiger Science-Fiction-Literatur, die mindestens einen SF-Roman oder mehrere SF-Kurzgeschichten verfasst haben. 
Die aufgeführten Werke müssen weder das bekannteste noch das bedeutendste Werk des jeweiligen Autors sein, sondern benennen ein klar dem Genre der Science-Fiction zuzuordnendes, möglichst bekanntes Werk.
| Autor                                                                        | geb.           | gest.          | Werk                                                                                          |
| A                                                                            | A              | A              | A                                                                                             |
| ---------------------------------------------------------------------------- | -------------- | -------------- | --------------------------------------------------------------------------------------------- |
| Vance Aandahl                                                                | 1944           |                | Born from the Beast                                                                           |
| Ben Aaronovitch                                                              | 1964           |                | Die Hand des Omega                                                                            |
| Robert Abernathy                                                             | 1924           | 1990           | Heritage                                                                                      |
| Dan Abnett                                                                   | 1965           |                | Warhammer                                                                                     |
| Forrest J. Ackerman                                                          | 1916           | 2008           | Science Fiction (Herausgeber)                                                                 |
| Peter Ackroyd                                                                | 1949           |                | The Plato Papers                                                                              |
| Douglas Adams                                                                | 1952           | 2001           | Per Anhalter durch die Galaxis                                                                |
| Mark Adlard                                                                  | 1932           |                | Interface                                                                                     |
| Saladin Ahmed                                                                | 1975           |                | Das Schwert der Dämmerung                                                                     |
| Alan Burt Akers (Pseudonym von Kenneth Bulmer)                               | 1921           | 2005           | Dimensionen                                                                                   |
| Tim Akers                                                                    | 1972           |                | Das Herz von Veridon                                                                          |
| Naomi Alderman                                                               | 1974           |                | The Power                                                                                     |
| Brian Aldiss                                                                 | 1925           | 2017           | Helliconia                                                                                    |
| Buzz Aldrin                                                                  | 1930           |                | Begegnung mit Tiber                                                                           |
| David M. Alexander                                                           | 1945           |                | Fane                                                                                          |
| Karl Alexander                                                               | 1938           | 2015           | Flucht ins Heute                                                                              |
| Roger MacBride Allen                                                         | 1957           |                | Die Fackel der Freiheit                                                                       |
| Fred Allhoff                                                                 | 1904           | 1988           | Blitzkrieg – Die Nazi-Invasion in Amerika                                                     |
| Aaron Allston                                                                | 1960           | 2014           | Star-Wars-Romane                                                                              |
| Kingsley Amis                                                                | 1922           | 1995           | Die Verwandlung                                                                               |
| Charlie Jane Anders                                                          | 1969           |                | Alle Vögel unter dem Himmel                                                                   |
| Chester Anderson                                                             | 1932           | 1991           | Schmetterlingskind                                                                            |
| Kevin J. Anderson                                                            | 1962           |                | Saga der Sieben Sonnen                                                                        |
| Poul Anderson                                                                | 1926           | 2001           | Universum ohne Ende                                                                           |
| William C. Anderson                                                          | 1920           | 2003           | Der Weltraum-Roboter                                                                          |
| Patricia Anthony                                                             | 1947           | 2013           | Gottes Feuer                                                                                  |
| Piers Anthony                                                                | 1934           |                | Chton oder der Planet der Verdammten                                                          |
| Christopher Anvil (Pseudonym von Harry C. Crosby jr.)                        | 1925           | 2009           | Pandoras Planet                                                                               |
| Katherine Alice Applegate                                                    | 1956           |                | Everworld                                                                                     |
| E. L. Arch (Pseudonym von Rachel Cosgrove Payes)                             | 1922           | 1998           | Bridge to Yesterday                                                                           |
| Tom Arden                                                                    | 1961           | 2015           | Nightdreamers                                                                                 |
| Michael Armstrong                                                            | 1956           |                | Nach dem Zap                                                                                  |
| Catherine Asaro                                                              | 1955           |                | Das Sternenreich von Skolia                                                                   |
| Neal Asher                                                                   | 1961           |                | Der Drache von Samarkand                                                                      |
| Mike Ashley                                                                  | 1948           |                | The Enchantresses                                                                             |
| Isaac Asimov                                                                 | 1920           | 1992           | Foundation-Zyklus                                                                             |
| Janet Asimov                                                                 | 1926           | 2019           | Bewusstseinstransfer                                                                          |
| Robert Asprin                                                                | 1946           | 2008           | Die Chaos-Kompanie                                                                            |
| A. A. Attanasio                                                              | 1951           |                | Radix                                                                                         |
| Margaret Atwood                                                              | 1939           |                | Der Report der Magd                                                                           |
| Paul Auster                                                                  | 1947           | 2024           | Im Land der letzten Dinge                                                                     |
| Michael Avallone                                                             | 1924           | 1999           | Rückkehr zum Planet der Affen                                                                 |
| Roger Dee Aycock                                                             | 1914           | 2004           | An Earth Gone Mad                                                                             |
| B                                                                            |                |                |                                                                                               |
| Paolo Bacigalupi                                                             | 1972           |                | Biokrieg                                                                                      |
| Francis Bacon                                                                | 1561           | 1626           | Neu-Atlantis                                                                                  |
| Hilary Bailey                                                                | 1936           | 2017           | Fifty-First State                                                                             |
| Robin Wayne Bailey                                                           | 1952           |                | Frost                                                                                         |
| Kage Baker                                                                   | 1952           | 2010           | Zeitsturm-Zyklus                                                                              |
| Mishell Baker                                                                | 1976           |                | Borderline                                                                                    |
| Nigel Balchin                                                                | 1908           | 1970           | Könige des Weltraums                                                                          |
| Brian N. Ball                                                                | 1932           | 2020           | Im Zeitbrennpunkt                                                                             |
| Tony Ballantyne                                                              | 1972           |                | Divergence                                                                                    |
| James Graham Ballard                                                         | 1930           | 2009           | Crash                                                                                         |
| Edwin Balmer                                                                 | 1883           | 1959           | Wenn Welten zusammenstoßen                                                                    |
| Manly Banister                                                               | 1914           | 1986           | Wenn Welten sich begegnen                                                                     |
| Iain Banks                                                                   | 1954           | 2013           | Kultur-Zyklus                                                                                 |
| Alan Barclay                                                                 | 1909           | 1991           | Die Raumsoldaten                                                                              |
| Arthur K. Barnes                                                             | 1911           | 1969           | Jagd im Weltall                                                                               |
| John Barnes                                                                  | 1957           |                | Die Mutter aller Stürme                                                                       |
| Julian Barnes                                                                | 1946           |                | England, England                                                                              |
| Steven Barnes                                                                | 1952           |                | Traumpark (mit Larry Niven)                                                                   |
| Donald Barr                                                                  | 1921           | 2004           | Space Relations: A Slightly Gothic Interplanetary Tale                                        |
| Neal Barrett jr.                                                             | 1929           | 2014           | Through Darkest America                                                                       |
| William E. Barrett                                                           | 1900           | 1986           | Serum 223                                                                                     |
| Barrington J. Bayley                                                         | 1937           | 2008           | Der Vernichtungsfaktor                                                                        |
| Max Barry                                                                    | 1973           |                | Maschinenmann                                                                                 |
| William Barton                                                               | 1950           |                | The Transmigration of Souls                                                                   |
| Christopher Barzak                                                           | 1975           |                | The Love We Share Without Knowing                                                             |
| T. J. Bass                                                                   | 1932           | 2011           | Der Gottwal                                                                                   |
| John Calvin Batchelor                                                        | 1948           |                | Aufstieg und Fall der Volksrepublik Antarktis                                                 |
| Harry Bates                                                                  | 1900           | 1981           | Abschied vom Herren (Vorlage des Films Der Tag, an dem die Erde stillstand)                   |
| Stephen Baxter                                                               | 1957           |                | Xeelee-Zyklus                                                                                 |
| David Bear                                                                   | 1911           | 1982           | Wer hat mir meine Zeit gestohlen?                                                             |
| Elizabeth Bear                                                               | 1971           |                | Jenny-Casey-Zyklus                                                                            |
| Greg Bear                                                                    | 1951           | 2022           | Schmiede Gottes                                                                               |
| Doug Beason                                                                  | 1953           |                | Assemblers of Infinity                                                                        |
| Charles Beaumont                                                             | 1929           | 1967           | The Hunger and Other Stories                                                                  |
| Chris Beckett                                                                | 1955           |                | Messias Maschine                                                                              |
| Edward Bellamy                                                               | 1850           | 1898           | Das Jahr 2000 – Ein Rückblick auf das Jahr 1887                                               |
| Gregory Benford                                                              | 1941           |                | Der Contact-Zyklus                                                                            |
| Donald R. Bensen                                                             | 1927           | 1997           | Zwischenhalt                                                                                  |
| Robert Hugh Benson                                                           | 1871           | 1914           | Der Herr der Welt                                                                             |
| J. D. Beresford                                                              | 1873           | 1974           | The Hampdenshire Wonder                                                                       |
| Howard Berk                                                                  | 1925           | 2016           | Das Zeichen der Lemminge                                                                      |
| Michael Berlyn                                                               | 1949           | 2023           | Crystal Phoenix                                                                               |
| Bryan Berry                                                                  | 1930           | 1955           | Flucht aus dem Weltall                                                                        |
| Walter Besant                                                                | 1836           | 1901           | The Inner House                                                                               |
| Alexander Besher                                                             | 1951           |                | Satori City 2.0                                                                               |
| Alfred Bester                                                                | 1913           | 1987           | Sturm aufs Universum                                                                          |
| Bruce Bethke                                                                 | 1955           |                | Cyberpunk                                                                                     |
| Lauren Beukes                                                                | 1976           |                | Moxyland                                                                                      |
| Carl L. Biemiller                                                            | 1912           | 1979           | Vier junge Aquanauten                                                                         |
| Lloyd Biggle, jr.                                                            | 1923           | 2002           | Für Menschen verboten                                                                         |
| Eando Binder (Parapseudonym von Earl Andrew Binder und Otto Binder)          | 1904 bzw. 1911 | 1966 bzw. 1974 | Die neue Steinzeit                                                                            |
| David Bischoff                                                               | 1951           | 2018           | Wargames                                                                                      |
| Michael Bishop                                                               | 1945           | 2023           | Nur die Zeit zum Feind                                                                        |
| Terry Bisson                                                                 | 1940           | 2024           | Mars Live                                                                                     |
| Jerome Bixby                                                                 | 1923           | 1998           | Löcher auf dem Mars                                                                           |
| Andrew Blair                                                                 | 1849           | 1885           | Annals of the Twenty-Ninth Century                                                            |
| James P. Blaylock                                                            | 1950           |                | Narbondo                                                                                      |
| Everett Franklin Bleiler                                                     | 1920           | 2010           | Science Fiction: The Early Years (Referenzwerk)                                               |
| James Blish                                                                  | 1921           | 1975           | Die fliegenden Städte                                                                         |
| Robert Bloch                                                                 | 1917           | 1994           | Das Regime der Psychos                                                                        |
| Ralph Blum                                                                   | 1932           | 2016           | Der Simultanmensch                                                                            |
| Michael Blumlein                                                             | 1948           | 2019           | Das Bewegen der Berge                                                                         |
| John Boland                                                                  | 1913           | 1977           | Flucht ins Ungewisse                                                                          |
| M. C. Bolin                                                                  |                |                | Armageddon – Das jüngste Gericht (das Buch zum gleichnamigen Film)                            |
| Nelson Slade Bond                                                            | 1908           | 2006           | Lancelot Biggs’ wundersame Weltraumfahrten                                                    |
| Jesse F. Bone                                                                | 1916           | 2006           | Die Sklavinnen von Kradon I                                                                   |
| Guy Boothby                                                                  | 1867           | 1905           | Dr.-Nikola-Zyklus                                                                             |
| Anthony Boucher (Pseudonym von William Anthony Parker White)                 | 1911           | 1968           | Auf den Spuren des hl. Aquin                                                                  |
| Sydney J. Bounds                                                             | 1920           | 2006           | Frontier Legion                                                                               |
| Ben Bova                                                                     | 1932           | 2020           | Gefangen in New York                                                                          |
| Richard Bowes                                                                | 1944           | 2023           | From the Files of the Time Rangers                                                            |
| Chris Boyce                                                                  | 1943           | 1999           | Catchworld                                                                                    |
| John Boyd (Pseudonym von Boyd Bradfield Upchurch)                            | 1919           | 2013           | Der Überläufer                                                                                |
| Leigh Brackett                                                               | 1915           | 1978           | Das Erbe der Marsgötter                                                                       |
| Ray Bradbury                                                                 | 1920           | 2012           | Fahrenheit 451                                                                                |
| Marion Zimmer Bradley                                                        | 1930           | 1999           | Darkover-Zyklus                                                                               |
| Gillian Bradshaw                                                             | 1956           |                | The Wrong Reflection                                                                          |
| Ernest Bramah                                                                | 1868           | 1942           | What Might Have Been: The Story of a Social War                                               |
| Alan Brennert                                                                | 1954           |                | City of Masques                                                                               |
| Reginald Bretnor                                                             | 1911           | 1992           | Schimmelhorns Gold                                                                            |
| Miles J. Breuer                                                              | 1889           | 1947           | Das Buch der Welten                                                                           |
| Gene Brewer                                                                  | 1937           |                | K-PAX-Trilogie                                                                                |
| David Brin                                                                   | 1950           |                | Uplift-Zyklus                                                                                 |
| Kevin Brockmeier                                                             | 1972           |                | Die Stadt der Toten                                                                           |
| Damien Broderick                                                             | 1944           | 2025           | Die träumenden Drachen                                                                        |
| Keith Brooke                                                                 | 1966           |                | Keepers of the Peace                                                                          |
| Terry Brooks                                                                 | 1944           |                | Roman zum Film Star Wars: Episode I – Die dunkle Bedrohung nach dem Drehbuch von George Lucas |
| John Brosnan                                                                 | 1947           | 2005           | Himmelsherren (Sky Lords)                                                                     |
| Charles N. Brown                                                             | 1937           | 2009           | The Locus Index to Science Fiction (Referenzwerk)                                             |
| Eric Brown                                                                   | 1960           | 2023           | Das Nada-Kontinuum                                                                            |
| Fredric Brown                                                                | 1906           | 1972           | Arena                                                                                         |
| Pierce Brown                                                                 | 1988           |                | Red Rising-Reihe                                                                              |
| Rosel George Brown                                                           | 1926           | 1967           | Blut der Erde                                                                                 |
| Mildred Downey Broxon                                                        | 1944           |                | Singularität                                                                                  |
| John Brunner                                                                 | 1934           | 1995           | Der Schockwellenreiter                                                                        |
| Edward Bryant                                                                | 1945           | 2017           | Eine Stadt namens Cinnabar                                                                    |
| Doris P. Buck                                                                | 1898           | 1980           | Aunt Agatha                                                                                   |
| Tobias S. Buckell                                                            | 1979           |                | Kristallregen                                                                                 |
| Bob Buckley                                                                  | 1943           |                | World in the Clouds                                                                           |
| Algis Budrys                                                                 | 1931           | 2008           | Zwischen zwei Welten                                                                          |
| Lois McMaster Bujold                                                         | 1949           |                | Vorkosigan-Saga                                                                               |
| Emma Bull                                                                    | 1954           |                | War for the Oaks                                                                              |
| Kenneth Bulmer                                                               | 1921           | 2005           | Ryder Hook – Der Nova-Mann                                                                    |
| Edward Bulwer-Lytton, 1. Baron Lytton                                        | 1803           | 1873           | Das kommende Geschlecht                                                                       |
| Chris Bunch                                                                  | 1943           | 2005           | Die Sten-Chroniken                                                                            |
| David R. Bunch                                                               | 1925           | 2000           | Festung 10                                                                                    |
| Katharine Burdekin                                                           | 1896           | 1963           | Nacht der braunen Schatten                                                                    |
| Eugene Burdick                                                               | 1918           | 1965           | Feuer wird vom Himmel fallen                                                                  |
| Anthony Burgess                                                              | 1917           | 1993           | Uhrwerk Orange                                                                                |
| Jonathan Burke (auch John Burke)                                             | 1922           | 2011           | Die letzte Schlacht                                                                           |
| William R. Burkett jr.                                                       | 1943           |                | Die schlafende Welt                                                                           |
| Arthur J. Burks                                                              | 1917           | 1993           | The Great Mirror                                                                              |
| Edgar Rice Burroughs                                                         | 1875           | 1950           | Die Prinzessin vom Mars                                                                       |
| William S. Burroughs                                                         | 1914           | 1997           | Nova-Express                                                                                  |
| F. M. Busby                                                                  | 1921           | 2005           | Mensch im Käfig                                                                               |
| Octavia E. Butler                                                            | 1947           | 2006           | Als der Seelenmeister starb                                                                   |
| Robert Olen Butler                                                           | 1945           |                | Mr. Spaceman                                                                                  |
| Samuel Butler                                                                | 1835           | 1902           | Erewhon                                                                                       |
| Michael Butterworth                                                          | 1947           |                | Kampf um die Zukunft                                                                          |
| Monica Byrne                                                                 | 1981           |                | Die Brücke                                                                                    |
| Eugene Byrne                                                                 | 1959           |                | ThiGMOO                                                                                       |
| Stuart J. Byrne                                                              | 1913           | 2011           | Die Invasion der Seelenlosen                                                                  |
| C                                                                            |                |                |                                                                                               |
| Pat Cadigan                                                                  | 1953           |                | Bewusstseinsspiele                                                                            |
| Jack Cady                                                                    | 1932           | 2004           | Singleton                                                                                     |
| Martin Caidin                                                                | 1927           | 1997           | Der korrigierte Mensch (Vorlage für Der Sechs-Millionen-Dollar-Mann)                          |
| Rachel Caine                                                                 | 1962           | 2020           | Honor Among Thieves                                                                           |
| Richard Calder                                                               | 1956           |                | Dead-Zyklus                                                                                   |
| Taylor Caldwell                                                              | 1927           | 1985           | Der Anwalt des Teufels                                                                        |
| Ernest Callenbach                                                            | 1929           | 2012           | Ökotopia                                                                                      |
| Ian Cameron (Pseudonym von Donald G. Payne)                                  | 1924           | 2018           | Insel am Ende der Welt                                                                        |
| Herbert James Campbell                                                       | 1925           | 1983           | Die unsichtbare Gefahr                                                                        |
| John Scott Campbell                                                          |                |                | Die vergessene Stadt                                                                          |
| John W. Campbell                                                             | 1910           | 1971           | Der unglaubliche Planet                                                                       |
| Paul Capon                                                                   | 1912           | 1969           | Schwarzer Stern Nero                                                                          |
| Orson Scott Card                                                             | 1951           |                | Das große Spiel                                                                               |
| Diane Carey                                                                  | 1954           |                | Episoden für Star Trek                                                                        |
| Jeff Carlson                                                                 | 1969           | 2017           | Plague-Zyklus                                                                                 |
| Jayge Carr                                                                   | 1940           | 2006           | Die Pazifisten                                                                                |
| Robert Spencer Carr                                                          | 1909           | 1994           | Beyond Infinity                                                                               |
| Terry Carr                                                                   | 1937           | 1987           | Cirque – die Stadt einer fernen Zukunft                                                       |
| Angela Carter                                                                | 1940           | 1992           | Helden und Schurken                                                                           |
| Lin Carter                                                                   | 1930           | 1988           | Mann ohne Planet                                                                              |
| Cleve Cartmill                                                               | 1908           | 1964           | Raum-Geier                                                                                    |
| Jeffrey A. Carver                                                            | 1949           |                | Die Chaos-Chroniken                                                                           |
| Curtis W. Casewit                                                            | 1922           | 2002           | Der Diktator                                                                                  |
| Jeffery Lloyd Castle                                                         | 1898           | 1990           | Raumschiff Omega                                                                              |
| Adam-Troy Castro                                                             | 1960           |                | Andrea Cort-Zyklus                                                                            |
| Michael Chabon                                                               | 1963           |                | Die Vereinigung jiddischer Polizisten                                                         |
| Jack L. Chalker                                                              | 1944           | 2005           | Die Sechseck-Welt                                                                             |
| Becky Chambers                                                               | 1985           |                | Der lange Weg zu einem kleinen zornigen Planeten, Zwischen zwei Sternen                       |
| A. Bertram Chandler                                                          | 1912           | 1984           | Abenteuer Randwelt                                                                            |
| Perry A. Chapdelaine                                                         | 1925           | 2015           | Swampworld West                                                                               |
| Louis Charbonneau                                                            | 1924           | 2017           | Flucht zu den Sternen                                                                         |
| Robert Charles (Pseudonym von Robert Charles Smith)                          | 1938           |                | Wenn Halley kommt                                                                             |
| Suzy McKee Charnas                                                           | 1939           | 2023           | Tochter der Apokalypse                                                                        |
| Anne Charnock                                                                | <1955          |                | Dreams Before the Start of Time                                                               |
| Robert N. Charrette                                                          | 1953           |                | BattleTech, Shadowrun                                                                         |
| Paddy Chayefsky                                                              | 1923           | 1981           | Die Verwandlung des Edward J.                                                                 |
| C. J. Cherryh                                                                | 1942           |                | Pells Stern                                                                                   |
| G. K. Chesterton                                                             | 1874           | 1936           | Der Held von Notting Hill                                                                     |
| Ronald Chetwynd-Hayes                                                        | 1919           | 2001           | Der ewige Kreis                                                                               |
| Ted Chiang                                                                   | 1967           |                | Story of Your Life                                                                            |
| Robert Chilson                                                               | 1945           |                | Wo die letzten Menschen hausen                                                                |
| Irma Chilton                                                                 | 1930           | 1990           | Schmuggel im All                                                                              |
| John Christopher (Pseudonym von Samuel Youd)                                 | 1922           | 2012           | Das Tal des Lebens                                                                            |
| Wesley Chu                                                                   | 1976           |                | Die Leben des Tao                                                                             |
| R.C. Churchill                                                               | 1916           | 1986           | Welt wohin?                                                                                   |
| Kay Cicellis                                                                 | 1926           | 2001           | Der Tag an dem die Fische kamen                                                               |
| John Clagett                                                                 | 1916           | 2013           | Das perverse Paradies                                                                         |
| John D. Clark                                                                | 1907           | 1988           | Minus Planet                                                                                  |
| Arthur C. Clarke                                                             | 1917           | 2008           | 2001: Odyssee im Weltraum                                                                     |
| Susanna Clarke                                                               | 1959           |                | Jonathan Strange & Mr Norrell                                                                 |
| Jo Clayton                                                                   | 1939           | 1998           | Diadem von den Sternen                                                                        |
| Hal Clement (Pseudonym von Harry Clement Stubbs)                             | 1922           | 2003           | Unternehmen Schwerkraft                                                                       |
| Mark Clifton                                                                 | 1906           | 1963           | Computer der Unsterblichkeit                                                                  |
| Ernest Cline                                                                 | 1972           |                | Ready Player One                                                                              |
| Peter Clines                                                                 | 1969           |                | Die Schleife                                                                                  |
| Mildred Clingerman                                                           | 1918           | 1997           | The Clingerman Files                                                                          |
| Stanton A. Coblentz                                                          | 1896           | 1982           | The Wonder Stick                                                                              |
| William E. Cochrane (auch unter dem Pseudonym S. Kye Boult)                  | 1926           | 1993           | Solo Kill                                                                                     |
| Theodore R. Cogswell                                                         | 1918           | 1987           | Die Mauer um die Welt und andere Stories                                                      |
| Allan Cole                                                                   | 1943           | 2019           | Sten-Chroniken                                                                                |
| Everett B. Cole                                                              | 1910           | 2001           | The Philosophical Corps                                                                       |
| Steve Cole                                                                   | 1971           |                | Astrosaurs-Romanserie                                                                         |
| Loren L. Coleman                                                             | 1968           |                | Battletech-Romane                                                                             |
| John Collier                                                                 | 1901           | 1980           | Mitternachtsblaue Geschichten                                                                 |
| Erroll Collins                                                               | 1906           | 1991           | Krieg zwischen den Welten                                                                     |
| Larry Collins                                                                | 1929           | 2005           | Der fünfte Reiter                                                                             |
| Michael Collins (Pseudonym von Dennis Lynds)                                 | 1924           | 2005           | Brennendes Universum                                                                          |
| David G. Compton                                                             | 1930           | 2023           | Mers                                                                                          |
| Bruno Condray (Pseudonym von Leslie George Humphrys)                         | 1921           |                | Strafkolonie des Jupiter                                                                      |
| Michael Coney                                                                | 1932           | 2005           | Brontomek!                                                                                    |
| Mike Conner                                                                  | 1951           |                | Blindenhund                                                                                   |
| Tina Connolly                                                                |                |                | Ironskin                                                                                      |
| Robert Conquest                                                              | 1917           | 2015           | A World of Difference                                                                         |
| Storm Constantine                                                            | 1956           | 2021           | Wraeththu-Trilogie                                                                            |
| Glen Cook                                                                    | 1944           |                | The Heirs of Babylon                                                                          |
| Paul H. Cook                                                                 | 1950           |                | Tintagel                                                                                      |
| Robin Cook                                                                   | 1940           |                | Tauchstation                                                                                  |
| Brenda Cooper                                                                | 1960           |                | Silver Ship Zyklus                                                                            |
| Edmund Cooper                                                                | 1926           | 1982           | Die Söhne des Alls                                                                            |
| Alfred Coppel                                                                | 1921           | 2004           | Nach der Stunde Null                                                                          |
| James S. A. Corey (Pseudonym von Daniel Abraham und Ty Franck)               |                |                | Leviathan erwacht                                                                             |
| Paul Corey                                                                   | 1903           | 1992           | Die Radarwelt                                                                                 |
| Edwin Corley                                                                 | 1931           | 1981           | Belagerung                                                                                    |
| Juanita Coulson                                                              | 1933           |                | Yandro                                                                                        |
| Douglas Coupland                                                             | 1961           |                | Generation A                                                                                  |
| Arthur Byron Cover                                                           | 1950           |                | Der Aufruhr                                                                                   |
| Stewart Cowley alias Steven Caldwell                                         | 1947           |                | Buchreihe Der große galaktische Krieg (engl. Originaltitel Terran Trade Authority)            |
| Richard Cowper alias John Middleton Murry, Jr. alias Colin Murry             | 1926           | 2002           | Zwei Welten, ein Gedanke                                                                      |
| Michael Crichton                                                             | 1942           | 2008           | DinoPark (Vorlage für Jurassic Park)                                                          |
| Annie Denton Cridge                                                          | 1825           | 1875           | Man's Rights; or, How Would You Like It?                                                      |
| Ann C. Crispin                                                               | 1950           | 2013           | V                                                                                             |
| Robert Cromie                                                                | 1855           | 1907           | A Plunge into Space                                                                           |
| Justin Cronin                                                                | 1962           |                | Der Übergang                                                                                  |
| Kendell Foster Crossen                                                       | 1910           | 1981           | Pax, Planet der Rätsel                                                                        |
| John Crowley                                                                 | 1942           |                | Maschinensommer                                                                               |
| Myrna Culbreath                                                              | 1938           |                | Der Preis der Unsterblichkeit (mit Sondra Marshak)                                            |
| Ray Cummings                                                                 | 1887           | 1957           | Schatten der Zukunft                                                                          |
| Clive Cussler                                                                | 1931           | 2020           | Hebt die Titanic                                                                              |
| Julie Czerneda                                                               | 1955           |                | In the Company of Others                                                                      |
| D                                                                            |                |                |                                                                                               |
| Gordon Dahlquist                                                             | 1961           |                | Miss Temple und ihre Gefährten                                                                |
| Christina Dalcher                                                            |                |                | Vox                                                                                           |
| Brian Daley                                                                  | 1947           | 1996           | Tron (das Buch zum gleichnamigen Film)                                                        |
| John Dalmas (Pseudonym von John Robert Jones)                                | 1926           | 2017           | The Yngling                                                                                   |
| Jack Dann                                                                    | 1945           |                | Der schmelzende Mensch                                                                        |
| Hugh Darrington                                                              | 1940           |                | Satellit auf falscher Bahn                                                                    |
| James Dashner                                                                | 1972           |                | The Journal of Curious Letters                                                                |
| Ellen Datlow                                                                 | 1949           |                | Event Horizon (Herausgeberin)                                                                 |
| Leonard Daventry                                                             | 1915           | 1987           | Mr. Coman hoch drei und Erinnert Euch an uns                                                  |
| Peter David                                                                  | 1956           | 2025           | Herr Apropos von Nichten                                                                      |
| Andrew Davidson                                                              | 1969           |                | Gargoyle                                                                                      |
| Avram Davidson                                                               | 1923           | 1993           | Sieben aus Raum und Zeit                                                                      |
| Leslie P. Davies                                                             | 1914           | 1988           | Der Mann aus der Zukunft                                                                      |
| Gerry Davis                                                                  | 1930           | 1991           | Die Plastikfresser (mit Kit Pedler)                                                           |
| Catherine Crook de Camp                                                      | 1907           | 2000           | Science Fiction Handbook (Herausgeber, mit Lyon Sprague de Camp)                              |
| Lyon Sprague de Camp                                                         | 1907           | 2000           | Mathemagie (mit Fletcher Pratt)                                                               |
| Keith DeCandido                                                              | 1969           |                | Star-Trek-Romane                                                                              |
| Roger Dee                                                                    | 1914           | 2004           | Die Macht des Kyrill                                                                          |
| Miriam Allen deFord                                                          | 1888           | 1975           | Die Kolonie auf dem 3. Planeten (Kurzgeschichte)                                              |
| Len Deighton                                                                 | 1929           |                | SS – GB                                                                                       |
| Joseph H. Delaney                                                            | 1932           | 1999           | Valentina, Computerfrau (mit Marc Stiegler)                                                   |
| Samuel R. Delany                                                             | 1942           |                | Dhalgren                                                                                      |
| Lester del Rey                                                               | 1915           | 1993           | Im Banne der Marswelt                                                                         |
| Virginia DeMarce                                                             | 1940           |                | 1632er-Serie                                                                                  |
| Troy Denning                                                                 | 1958           |                | Star-Wars-Romane                                                                              |
| Lester Dent                                                                  | 1904           | 1959           | Doc-Savage-Romane                                                                             |
| Bradley Denton                                                               | 1958           |                | Wrack & Roll                                                                                  |
| August Derleth                                                               | 1909           | 1971           | Tex Harrigan (Kurzgeschichten)                                                                |
| Diane Detzer                                                                 | 1930           | 1992           | Die Anderen                                                                                   |
| Charles V. De Vet                                                            | 1911           | 1997           | Schach für die Erde (mit Katherine MacLean)                                                   |
| Alexander K. Dewdney                                                         | 1941           | 2024           | Das Planiversum. Computerkontakt mit einer zweidimensionalen Welt                             |
| Paul Di Filippo                                                              | 1954           |                | Mund voll Zungen                                                                              |
| Nick DiChario                                                                | 1960           |                | Valley of Day-Glo                                                                             |
| Philip K. Dick                                                               | 1928           | 1982           | Das Orakel vom Berge                                                                          |
| Peter Dickinson                                                              | 1927           | 2015           | Das grüne Gen                                                                                 |
| Terrance Dicks                                                               | 1935           | 2019           | Dr. Who (Romane zur TV-Serie)                                                                 |
| Gordon R. Dickson                                                            | 1923           | 2001           | Unter dem Banner von Dorsai                                                                   |
| William C. Dietz                                                             | 1945           |                | Sternenlegion-Zyklus                                                                          |
| J. M. Dillard (Pseudonym von Jeanne Kalogridis)                              | 1954           |                | Star-Trek-Romane                                                                              |
| Kevin Dilmore                                                                | 1964           |                | Star-Trek-Romane                                                                              |
| Craig Dirgo                                                                  |                |                | Oregon Files (Romanserie)                                                                     |
| Thomas M. Disch                                                              | 1940           | 2008           | Camp Concentration                                                                            |
| Carl Djerassi                                                                | 1923           | 2015           | Cantor’s Dilemma                                                                              |
| Cory Doctorow                                                                | 1971           |                | Backup                                                                                        |
| Esmé Dodderidge                                                              | 1916           | 1997           | Eine höchst bequeme Vermessenheit der Frauen                                                  |
| Ian Doescher                                                                 | 1977           |                | Fürwahr eine neue Hoffnung                                                                    |
| Meyer Dolinsky                                                               | 1923           | 1984           | Die Psi-Droge                                                                                 |
| Stephen R. Donaldson                                                         | 1947           |                | Amnion-Zyklus                                                                                 |
| Lara Elena Donnelly                                                          | 1990           |                | Amberlough                                                                                    |
| Sonya Dorman                                                                 | 1924           | 2005           | Mein Leben als Miss Dow (Kurzgeschichte)                                                      |
| Candas Jane Dorsey                                                           | 1957           |                | Black Wine                                                                                    |
| Arthur Conan Doyle                                                           | 1850           | 1930           | Professor Challenger Serie                                                                    |
| Debra Doyle                                                                  | 1952           |                | Die Kommandantin                                                                              |
| Gardner Dozois                                                               | 1947           | 2018           | Fremde                                                                                        |
| David Drake                                                                  | 1945           | 2023           | Mission auf Kostroma                                                                          |
| Diane Duane                                                                  | 1952           |                | Star-Trek-Romane                                                                              |
| Dave Duncan                                                                  | 1933           | 2018           | Die Pandemia-Saga (Fantasy)                                                                   |
| David Duncan                                                                 | 1913           | 1999           | Unternehmen Neptun                                                                            |
| Hal Duncan                                                                   | 1971           |                | Vellum                                                                                        |
| Saul Dunn                                                                    | 1946           |                | Stahlauge Serie                                                                               |
| Lawrence Durrell                                                             | 1912           | 1990           | Tunc                                                                                          |
| David Dvorkin                                                                | 1943           |                | Die Kinder der leuchtenden Berge                                                              |
| E                                                                            |                |                |                                                                                               |
| Brian Earnshaw                                                               | 1929           |                | Weltraumfrachter Drache 5                                                                     |
| Rosemary Edghill                                                             | 1956           |                | Paying the Piper at the Gates of Dawn and Other Stories                                       |
| G. C. Edmondson                                                              | 1922           | 1995           | Kleines Schiff im Strom der Zeit                                                              |
| George Alec Effinger                                                         | 1947           | 2002           | Das Ende der Schwere                                                                          |
| Doris Egan                                                                   | 1955           |                | City of Diamond                                                                               |
| Greg Egan                                                                    | 1961           |                | Qual                                                                                          |
| Dave Eggers                                                                  | 1970           |                | The Circle                                                                                    |
| Larry Eisenberg                                                              | 1919           | 2018           | The Best Laid Schemes                                                                         |
| Gordon Eklund                                                                | 1945           |                | Im Kern der Galaxis                                                                           |
| Michael Elder                                                                | 1931           | 2004           | Die fremde Erde                                                                               |
| Suzette Haden Elgin                                                          | 1936           | 2015           | Amerika der Männer                                                                            |
| John Elliot                                                                  | 1918           | 1997           | A wie Andromeda (mit Fred Hoyle; Roman zur Fernsehserie)                                      |
| Kate Elliott                                                                 | 1958           |                | A Passage of Stars                                                                            |
| Lee Elliot (Pseudonym von William Henry Fleming Bird and Denis Hughes)       |                |                | Flucht in die Zukunft                                                                         |
| Sumner Locke Elliott                                                         | 1917           | 1991           | Der vorbestimmte Tag                                                                          |
| Warren Ellis                                                                 | 1968           |                | The Ministry of Space                                                                         |
| Harlan Ellison                                                               | 1934           | 2018           | Ein Junge und sein Hund                                                                       |
| David Ely                                                                    | 1927           |                | Das vertauschte Leben                                                                         |
| Roland Emmerich                                                              | 1955           |                | Independence Day                                                                              |
| Carol Emshwiller                                                             | 1921           | 2019           | Der Anfang vom Ende der Welt (Kurzgeschichte)                                                 |
| Guy Endore                                                                   | 1900           | 1970           | Der Werwolf von Paris                                                                         |
| Sylvia Engdahl                                                               | 1933           |                | Wächterin der Sterne                                                                          |
| George Allan England                                                         | 1877           | 1936           | The Empire in the Air                                                                         |
| Paul E. Erdman                                                               | 1932           | 2007           | Der letzte Tag von Amerika                                                                    |
| Lloyd Arthur Eshbach                                                         | 1910           | 2003           | Rächer vom Jupiter                                                                            |
| Kelley Eskridge                                                              | 1960           |                | Solitaire                                                                                     |
| Tim Etchells                                                                 | 1962           |                | Broken World                                                                                  |
| Christopher Evans                                                            | 1951           |                | Visionen eines Insiders                                                                       |
| Christopher Riche Evans                                                      | 1931           | 1979           | Mind in Chains                                                                                |
| E. Everett Evans                                                             | 1893           | 1958           | Gefahr von Simonides IV                                                                       |
| F                                                                            |                |                |                                                                                               |
| Zoe Fairbairns                                                               | 1948           |                | Der Frauenturm                                                                                |
| Paul W. Fairman                                                              | 1916           | 1977           | Ich, die Maschine                                                                             |
| Brian Falkner                                                                | 1962           |                | Der Tomorrow Code                                                                             |
| R. Lionel Fanthorpe                                                          | 1935           |                | Das Mitternachtsmuseum                                                                        |
| Ralph Milne Farley (Pseudonym von Roger Sherman Hoar)                        | 1887           | 1963           | Radio-Serie                                                                                   |
| Philip José Farmer                                                           | 1918           | 2009           | Flusswelt                                                                                     |
| Mick Farren                                                                  | 1943           | 2013           | The Texts of Festival                                                                         |
| Howard Fast                                                                  | 1914           | 2003           | Die neuen Menschen                                                                            |
| Edward Douglas Fawcett                                                       | 1866           | 1960           | Hartmann the Anarchist                                                                        |
| John Russell Fearn                                                           | 1908           | 1960           | The Golden Amazon                                                                             |
| Arnold Federbush                                                             | 1935           | 1993           | Eis                                                                                           |
| Cynthia Felice                                                               | 1942           |                | Im Schatten des Ringes                                                                        |
| Jasper Fforde                                                                | 1961           |                | Shades of Grey                                                                                |
| Sheila Finch                                                                 | 1935           |                | Reading the Bones                                                                             |
| Jack Finney                                                                  | 1911           | 1995           | Die Körperfresser kommen                                                                      |
| Nicholas Fisk                                                                | 1923           | 2016           | Trillionen                                                                                    |
| Constantine Fitzgibbon                                                       | 1919           | 1983           | Wenn alle Küsse enden                                                                         |
| Eric Flint                                                                   | 1947           | 2022           | Belisarius                                                                                    |
| Homer Eon Flint                                                              | 1889           | 1924           | The Blind Spot                                                                                |
| Michael F. Flynn                                                             | 1947           | 2023           | Eifelheim                                                                                     |
| Dorothy Fontana (D. C. Fontana)                                              | 1939           | 2019           | Ein Computer wird gejagt                                                                      |
| Charles L. Fontenay                                                          | 1917           | 2007           | Die Jahrtausendflut                                                                           |
| Jeffrey Ford                                                                 | 1955           |                | The Empire of Ice Cream                                                                       |
| John M. Ford                                                                 | 1957           | 2006           | Growing up Weightless                                                                         |
| William R. Forstchen                                                         | 1950           |                | Der Eisprophet                                                                                |
| E. M. Forster                                                                | 1879           | 1970           | Die Maschine versagt                                                                          |
| Robert L. Forward                                                            | 1932           | 2002           | Der Flug der Libelle                                                                          |
| Alan Dean Foster                                                             | 1946           |                | Die denkenden Wälder                                                                          |
| Eugie Foster                                                                 | 1971           | 2014           | Sinner, Baker, Fabulist, Priest; Red Mask, Black Mask, Gentleman, Beast                       |
| Michael Anthony Foster                                                       | 1939           | 2020           | Die Zan-Spieler                                                                               |
| Karen Joy Fowler                                                             | 1950           |                | Sarah Canary                                                                                  |
| Gardner F. Fox (Eigenname von Bart Sommers)                                  | 1911           | 1986           | Welten am Abgrund                                                                             |
| George Foy                                                                   | 1952           |                | The Shift                                                                                     |
| Michael Frayn                                                                | 1933           |                | Blechkumpel                                                                                   |
| Nancy Freedman                                                               | 1920           | 2010           | Joshua Niemandssohn                                                                           |
| Dave Freer                                                                   | 1959           |                | 1632-Serie                                                                                    |
| Gertrude Friedberg                                                           | 1908           | 1989           | Ruf aus dem Weltraum                                                                          |
| Celia S. Friedman                                                            | 1957           |                | Die Ferse des Achill                                                                          |
| Michael Jan Friedman                                                         | 1955           |                | Star Trek                                                                                     |
| Oscar J. Friend                                                              | 1897           | 1963           | Mann vom Mars in besonderer Mission                                                           |
| Esther Friesner                                                              | 1951           |                | The Psalms of Herod                                                                           |
| H. B. Fyfe                                                                   | 1918           | 1997           | Es werde Licht                                                                                |
| G                                                                            |                |                |                                                                                               |
| Neil Gaiman                                                                  | 1960           |                | The Ocean at The End of the Lane                                                              |
| Stanley Gallon                                                               | 1971           |                | Darkest Days                                                                                  |
| Raymond Z. Gallun                                                            | 1911           | 1994           | Menschen minus X                                                                              |
| Daniel F. Galouye                                                            | 1920           | 1976           | Dunkles Universum                                                                             |
| Charles E. Gannon                                                            | 1960           |                | Fire with Fire                                                                                |
| James Alan Gardner                                                           | 1955           |                | Lara Croft, Tomb Raider: Der Mann aus Bronze                                                  |
| David S. Garnett                                                             | 1947           |                | Das Rätsel der Creeps                                                                         |
| Randall Garrett                                                              | 1927           | 1987           | Das elektronische Genie                                                                       |
| W. Michael Gear                                                              | 1955           |                | Spinnen-Zyklus                                                                                |
| Sally Miller Gearhart                                                        | 1931           | 2021           | The Wanderground                                                                              |
| Patricia Geary                                                               | 1951           |                | Strange Toys                                                                                  |
| Richard E. Geis                                                              | 1927           | 2013           | Canned Meat                                                                                   |
| Mary Gentle                                                                  | 1956           |                | Altes Licht                                                                                   |
| Peter George (auch als Peter Bryant)                                         | 1924           | 1966           | Die Welt am letzten Tag                                                                       |
| Hugo Gernsback                                                               | 1884           | 1967           | Ralph 124C 41+                                                                                |
| David Gerrold                                                                | 1944           |                | Die biologische Invasion                                                                      |
| Mark S. Geston                                                               | 1946           |                | Das Sternenschiff                                                                             |
| Gary Gibson                                                                  | 1965           |                | Shoal-Zyklus                                                                                  |
| William Gibson                                                               | 1948           |                | Neuromancer-Trilogie                                                                          |
| Scott G. Gier                                                                | 1948           |                | Genellan Chroniken                                                                            |
| Stephen Gilbert                                                              | 1912           | 2010           | Aufstand der Ratten                                                                           |
| Alexis A. Gilliland                                                          | 1931           |                | Machtkampf auf Rosinante                                                                      |
| Diana und Meir Gillon                                                        | 1915 bzw. 1907 | ? bzw. 1989    | Welt ohne Schlaf                                                                              |
| Molly Gloss                                                                  | 1944           |                | Verano                                                                                        |
| Donald F. Glut                                                               | 1944           |                | Das Imperium schlägt zurück                                                                   |
| Alan Glynn                                                                   | 1960           |                | The Dark Fields                                                                               |
| Francis Godwin                                                               | 1562           | 1633           | Ein Spanier auf dem Mond, Der Mann im Mond                                                    |
| Parke Godwin                                                                 | 1929           | 2013           | Meister der Einsamkeit (mit Marvin Kaye)                                                      |
| Tom Godwin                                                                   | 1915           | 1980           | Sie starben auf Ragnarök                                                                      |
| H. L. Gold                                                                   | 1914           | 1996           | None But Lucifer                                                                              |
| Christie Golden                                                              | 1963           |                | Star Trek                                                                                     |
| Stephen Goldin                                                               | 1947           |                | Anschlag auf die Götter                                                                       |
| Louis Golding                                                                | 1895           | 1958           | Der Mann mit dem zweiten Gesicht                                                              |
| William Golding                                                              | 1911           | 1993           | Herr der Fliegen                                                                              |
| Lisa Goldstein                                                               | 1953           |                | Cassandras Fotografien                                                                        |
| Kathleen Ann Goonan                                                          | 1952           | 2021           | Die Gebeine der Zeit                                                                          |
| Rex Gordon (Pseudonym von Stanley Bennett Hough)                             | 1917           | 1998           | Im Kosmos verschollen                                                                         |
| Stuart Gordon (Pseudonym von Richard Gordon)                                 | 1947           | 2009           | Eyes-Trilogie                                                                                 |
| Theodora Goss                                                                | 1968           |                | The Strange Case of the Alchemist's Daughter                                                  |
| Phyllis Gotlieb                                                              | 1926           | 2009           | Die Geißel des Lichts                                                                         |
| Ron Goulart                                                                  | 1933           | 2022           | Als alles auseinanderfiel                                                                     |
| Steven Gould                                                                 | 1955           |                | Jumper                                                                                        |
| David Graham (Pseudonym von Robert Hale)                                     | 1919           | 1994           | Bis ans Ende der Welt                                                                         |
| Charles L. Grant                                                             | 1942           | 2006           | A Quiet Night of Fear                                                                         |
| John Grant                                                                   | 1949           |                | The Truth about the Flaming Ghoulies                                                          |
| Robert Graves                                                                | 1895           | 1985           | Der Schrei                                                                                    |
| Joseph Green                                                                 | 1931           |                | Experiment Genius                                                                             |
| Roland J. Green                                                              | 1944           | 2021           | Ein Stellvertreterkrieg                                                                       |
| Sharon Green                                                                 | 1942           |                | Terrilian-Zyklus                                                                              |
| Simon R. Green                                                               | 1955           |                | Todtsteltzer                                                                                  |
| Joseph Ingham Greene                                                         | 1897           | 1953           | The Forgotten Star                                                                            |
| Leslie Greener                                                               | 1900           | 1974           | Flug ins Ungewisse                                                                            |
| Colin Greenland                                                              | 1954           |                | Plenty-Zyklus                                                                                 |
| Ed Greenwood                                                                 | 1959           |                | The Iron Assassin; Or, A Clockwork Prometheus                                                 |
| Daryl Gregory                                                                | 1965           |                | Afterparty                                                                                    |
| Percy Greg                                                                   | 1836           | 1889           | Across the Zodiac                                                                             |
| Thomas S. Gressman                                                           | 1957           |                | BattleTech-Romane                                                                             |
| Russell M. Griffin                                                           | 1944           | 1986           | Die Blinden und der Elefant                                                                   |
| George Griffith                                                              | 1857           | 1906           | The Angel of the Revolution                                                                   |
| Nicola Griffith                                                              | 1960           |                | Bending the Landscape: Science Fiction                                                        |
| Ken Grimwood                                                                 | 1944           | 2003           | Replay – Das zweite Spiel                                                                     |
| Jim Grimsley                                                                 | 1955           |                | Kirith Kirin                                                                                  |
| Wyman Guin                                                                   | 1915           | 1989           | Living Way Out                                                                                |
| James Gunn                                                                   | 1923           | 2020           | Der Gamma-Stoff                                                                               |
| Neil M. Gunn                                                                 | 1891           | 1973           | Felsen der Herrschaft                                                                         |
| H                                                                            |                |                |                                                                                               |
| Margaret Peterson Haddix                                                     | 1964           |                | Schattenkinder-Zyklus                                                                         |
| Henry Rider Haggard                                                          | 1856           | 1925           | König Salomons Schatzkammer                                                                   |
| Isidore Haiblum                                                              | 1935           | 2012           | Interwelt                                                                                     |
| Jack C. Haldeman II                                                          | 1941           | 2002           | Das fremde Virus                                                                              |
| Joe Haldeman                                                                 | 1943           |                | Der Ewige Krieg                                                                               |
| Austin Hall                                                                  | 1880           | 1933           | The Blind Spot                                                                                |
| Edmond Hamilton                                                              | 1904           | 1977           | Captain Future                                                                                |
| Peter F. Hamilton                                                            | 1960           |                | Der Armageddon-Zyklus                                                                         |
| Elizabeth Hand                                                               | 1957           |                | Star-Wars-Romane                                                                              |
| Karl Hansen                                                                  | 1950           |                | War Games                                                                                     |
| Lee Harding                                                                  | 1937           | 2023           | Limbus                                                                                        |
| Kenneth Harker                                                               | 1927           | 2003           | Die Sonne wird kälter                                                                         |
| Richard Harland                                                              | 1947           |                | Eddon-and-Vail-Reihe                                                                          |
| Charles L. Harness                                                           | 1915           | 2005           | Feuervogel                                                                                    |
| Harry Harrison                                                               | 1925           | 2012           | New York 1999 (Vorlage für den Film Jahr 2022 … die überleben wollen)                         |
| M. John Harrison                                                             | 1945           |                | Licht                                                                                         |
| William Harrison                                                             | 1933           | 2013           | Roller Ball Murder                                                                            |
| Nick Harkaway                                                                | 1972           |                | Gelöschte Welt                                                                                |
| David G. Hartwell                                                            | 1941           | 2016           | Age of Wonders: Exploring the World of Science Fiction                                        |
| Colin Harvey                                                                 | 1960           | 2011           | Vengeance                                                                                     |
| Henry Hasse                                                                  | 1913           | 1977           | Die Irrfahrt der Agfalon                                                                      |
| Kenneth W. Hassler                                                           | 1932           | 1999           | Die Traumpolizei                                                                              |
| Milo Hastings                                                                | 1884           | 1957           | City of Endless Night                                                                         |
| Simon Hawke                                                                  | 1951           |                | Timewars-Reihe                                                                                |
| Raymond Hawkey                                                               | 1930           | 2010           | Computermorde                                                                                 |
| John Twelve Hawks                                                            |                |                | Traveler                                                                                      |
| George Hay                                                                   | 1922           | 1997           | Planet der Tränen                                                                             |
| Robert A. Heinlein                                                           | 1907           | 1988           | Fremder in einer fremden Welt                                                                 |
| John G. Hemry (Eigenname von Jack Campbell)                                  | 1956           |                | Die Verschollene Flotte                                                                       |
| Zenna Henderson                                                              | 1917           | 1983           | Wo ist unsere Welt?                                                                           |
| Joe L. Hensley                                                               | 1926           | 2007           | The Black Roads                                                                               |
| Brian Herbert                                                                | 1947           |                | Mann zweier Welten                                                                            |
| Frank Herbert                                                                | 1920           | 1986           | Der Wüstenplanet                                                                              |
| Arthur Herzog                                                                | 1927           | 2010           | IQ 83                                                                                         |
| Philip E. High                                                               | 1914           | 2006           | Verbotene Wirklichkeit                                                                        |
| Joe Hill                                                                     | 1972           |                | Fireman                                                                                       |
| James Hilton                                                                 | 1900           | 1954           | Der verlorene Horizont                                                                        |
| Charles Howard Hinton                                                        | 1853           | 1907           | Wissenschaftliche Erzählungen                                                                 |
| Christopher Hinz                                                             | 1951           |                | Paratwa-Trilogie                                                                              |
| Russell Hoban                                                                | 1925           | 2011           | Riddley Walker                                                                                |
| M. K. Hobson                                                                 | 1969           |                | The Native Star                                                                               |
| Edward D. Hoch                                                               | 1930           | 2008           | Die Computer-Cops                                                                             |
| Mark Hodder                                                                  | 1962           |                | Der kuriose Fall des Spring Heeled Jack                                                       |
| Christopher Hodder-Williams                                                  | 1926           | 1995           | Die Gebetsmaschine sowie Der große summende Gott                                              |
| William Hope Hodgson                                                         | 1877           | 1918           | Das Haus an der Grenze                                                                        |
| Lee Hoffman                                                                  | 1932           | 2007           | Telepower                                                                                     |
| Nina Kiriki Hoffman                                                          | 1955           |                | Trophy Wifes                                                                                  |
| James P. Hogan                                                               | 1941           | 2010           | Die Riesen von Ganymed                                                                        |
| Robert Holdstock                                                             | 1948           | 2009           | Die Riesen von Ganymed                                                                        |
| Cecelia Holland                                                              | 1943           |                | Wandernde Welten                                                                              |
| H. H. Hollis                                                                 | 1921           | 1977           | Spielchen in Topologie und anderen Wissenschaften                                             |
| J. Hunter Holly (Pseudonym von Joan Carol Holly)                             | 1932           | 1982           | Der geheimnisvolle Fremde                                                                     |
| Bruce T. Holmes                                                              | 1946           |                | Die letzte Generation                                                                         |
| Nalo Hopkinson                                                               | 1960           |                | Mojo: Conjure Stories                                                                         |
| Robert Hoskins                                                               | 1933           | 1993           | Stars-Zyklus                                                                                  |
| Hayden Howard                                                                | 1925           | 2014           | The Eskimo Invasion                                                                           |
| William Dean Howells                                                         | 1837           | 1920           | Ein Reisender aus Altrurien                                                                   |
| Hugh Howey                                                                   | 1975           |                | Silo                                                                                          |
| Fred Hoyle                                                                   | 1915           | 2001           | Die schwarze Wolke                                                                            |
| Sarah Hoyt                                                                   | 1962           |                | Darkship Thieves                                                                              |
| L. Ron Hubbard                                                               | 1911           | 1986           | Versklavte Seelen                                                                             |
| William Henry Hudson                                                         | 1841           | 1922           | A Crystal Age                                                                                 |
| Monica Hughes                                                                | 1925           | 2003           | Die Herrscherin von Isis                                                                      |
| Ted Hughes                                                                   | 1930           | 1998           | Der Eisenmann (Vorlage für den Zeichentrickfilm Der Gigant aus dem All)                       |
| Zach Hughes (Pseudonym von Hugh Zachary)                                     | 1928           | 2016           | Mücken gibt es überall                                                                        |
| Edna Mayne Hull                                                              | 1905           | 1975           | Sterne der Macht                                                                              |
| Walter H. Hunt                                                               | 1959           |                | Dark Wing-Reihe                                                                               |
| Douglas Hurd                                                                 | 1930           |                | Scotch on the Rocks                                                                           |
| Kameron Hurley                                                               | 1980           |                | God’s War                                                                                     |
| Charlie Huston                                                               | 1968           |                | Die Plage                                                                                     |
| Aldous Huxley                                                                | 1894           | 1963           | Schöne neue Welt                                                                              |
| I                                                                            |                |                |                                                                                               |
| Dean Ing                                                                     | 1931           | 2020           | Katzenhaus                                                                                    |
| Simon Ings                                                                   | 1965           |                | Datafat                                                                                       |
| David Ireland                                                                | 1927           | 2022           | The Flesheaters                                                                               |
| Alexander C. Irvine                                                          | 1969           |                | A Scattering of Jades                                                                         |
| Ian Irvine                                                                   | 1950           |                | Human Rites-Trilogie                                                                          |
| Kazuo Ishiguro                                                               | 1954           |                | Never Let Me Go                                                                               |
| J                                                                            |                |                |                                                                                               |
| Carl Jacobi                                                                  | 1908           | 1997           | Revelations in Black                                                                          |
| Mike Jahn (Pseudonym von Joseph Michael Jahn)                                | 1943           |                | einige Romane zur Fernsehserie Der Sechs-Millionen-Dollar-Mann                                |
| John Jakes                                                                   | 1932           | 2023           | Keine Rettung für den Mars                                                                    |
| Maxim Jakubowski                                                             | 1944           |                | Idiosynkrasie                                                                                 |
| P. D. James                                                                  | 1920           | 2014           | Im Land der leeren Häuser                                                                     |
| Malcolm Jameson                                                              | 1891           | 1945           | Bote einer fremden Welt                                                                       |
| Fred T. Jane                                                                 | 1865           | 1916           | The Violet Flame                                                                              |
| Laurence M. Janifer                                                          | 1933           | 2002           | Peinliche Verwechslung                                                                        |
| Julie Ann Jardine                                                            | 1926           | 2012           | The Mind Monsters                                                                             |
| Richard Jefferies                                                            | 1848           | 1887           | Der Wald kehrt zurück                                                                         |
| K. W. Jeter                                                                  | 1950           |                | Blade Runner 2-4                                                                              |
| Catherine Jinks                                                              | 1963           |                | Cadel Piggott-Trilogie                                                                        |
| Denis Johnson                                                                | 1949           | 2017           | Fiscadoro                                                                                     |
| Kij Johnson                                                                  | 1960           |                | Die Ehre des Drachen (Star-Trek-Roman)                                                        |
| D. F. Jones                                                                  | 1917           | 1981           | Vorlage für den Film Colossus                                                                 |
| Gwyneth Jones                                                                | 1952           |                | Life                                                                                          |
| Langdon Jones                                                                | 1942           |                | The Eye of the Lens                                                                           |
| Neil R. Jones                                                                | 1909           | 1988           | Der Metallmond                                                                                |
| Raymond F. Jones                                                             | 1915           | 1994           | Insel zwischen den Sternen (Vorlage für Metaluna IV antwortet nicht)                          |
| Cyril Judd (Gemeinschaftspseudonym von Judith Merril und Cyril M. Kornbluth) | 1923           | 1997 bzw. 1958 | Außenstation Mars                                                                             |
| K                                                                            |                |                |                                                                                               |
| Richard Kadrey                                                               | 1957           |                | Metrophage                                                                                    |
| Janet Kagan                                                                  | 1946           | 2008           | The Butcracker Coup                                                                           |
| James Kahn                                                                   | 1947           |                | Buch zum Film Die Rückkehr der Jedi-Ritter                                                    |
| Colin Kapp                                                                   | 1928           | 2007           | Cageworld-Zyklus, Unorthodox Engineers                                                        |
| Drew Karpyshyn                                                               | 1971           |                | Star-Wars-Romane                                                                              |
| Susan Kearney                                                                | 1955           |                | Pendragon Legacy                                                                              |
| Day Keene                                                                    | 1904           | 1969           | Welt ohne Frauen                                                                              |
| William H. Keith, Jr.                                                        | 1950           |                | BattleTech                                                                                    |
| Joseph E. Kelleam                                                            | 1913           | 1975           | Das Geheimnis der Zarlen                                                                      |
| David H. Keller                                                              | 1880           | 1966           | The Human Termites                                                                            |
| Leo P. Kelley                                                                | 1928           | 2002           | Die Priester des Murph                                                                        |
| James Patrick Kelly                                                          | 1951           |                | Denken wie ein Dinosaurier                                                                    |
| Leigh Kennedy                                                                | 1951           |                | Das Tagebuch von Nikolaj dem Amerikaner                                                       |
| Katharine Kerr                                                               | 1944           |                | Polar City Blues                                                                              |
| Gerald Kersh                                                                 | 1911           | 1968           | Der unsichere Safe                                                                            |
| John Kessel                                                                  | 1950           |                | Eine andere Waise                                                                             |
| Alexander Key                                                                | 1904           | 1979           | Die Tür zu einer anderen Welt                                                                 |
| Daniel Keyes                                                                 | 1927           | 2014           | Blumen für Algernon                                                                           |
| Caitlín R. Kiernan                                                           | 1964           |                | The Drowning Girl                                                                             |
| Lee Killough                                                                 | 1942           |                | Die Pest der Götter                                                                           |
| Garry Kilworth                                                               | 1941           |                | Der Zeitriss                                                                                  |
| Stephen King                                                                 | 1947           |                | Menschenjagd (Vorlage für den Film Running Man)                                               |
| Vincent King                                                                 | 1935           | 2000           | Piloten der Hoffnung                                                                          |
| William King                                                                 | 1959           |                | Gotrek und Felix-Romanzyklus                                                                  |
| Donald Kingsbury                                                             | 1929           |                | Die Riten der Minne                                                                           |
| Rosemary Kirstein                                                            | 1953           |                | Das magische Juwel                                                                            |
| Ellen Klages                                                                 | 1954           |                | Basement Magic                                                                                |
| Otis Adelbert Kline                                                          | 1891           | 1946           | Robert Grandon-Romanserie                                                                     |
| Fletcher Knebel                                                              | 1911           | 1993           | The Night of Camp David                                                                       |
| Damon Knight                                                                 | 1922           | 2002           | Ein Plan für die Menschheit                                                                   |
| Norman L. Knight                                                             | 1895           | 1970           | Der Katalyt                                                                                   |
| Eric Koch                                                                    | 1919           | 2018           | Kassandrus                                                                                    |
| Gini Koch, Pseudonym von Jeanne Cook                                         | 1963           |                | Katherine „Kitty“ Katt-Serie                                                                  |
| Kathe Koja                                                                   | 1960           |                | The Cipher                                                                                    |
| Victor Koman                                                                 | 1954           |                | Der Jehova-Vertrag                                                                            |
| Dean R. Koontz                                                               | 1945           |                | Der Lebens-Automat                                                                            |
| Cyril M. Kornbluth                                                           | 1923           | 1958           | Eine Handvoll Venus und ehrbare Kaufleute (mit Frederik Pohl)                                 |
| William Kotzwinkle                                                           | 1943           |                | E. T. (Vorlage für den Film E.T. – Der Außerirdische)                                         |
| Mary Robinette Kowal                                                         | 1969           |                | Shades of Milk and Honey                                                                      |
| Robert W. Krepps                                                             | 1919           | 1980           | Mistress of the Djinn                                                                         |
| Nancy Kress                                                                  | 1948           |                | Bettler in Spanien                                                                            |
| Christopher Kubasik                                                          | 1963           |                | Das Antlitz des Krieges                                                                       |
| Michael P. Kube-McDowell                                                     | 1954           |                | Star-Wars-Romane                                                                              |
| James Kunetka                                                                | 1944           |                | Kriegstag und die Reise danach                                                                |
| James Howard Kunstler                                                        | 1948           |                | The World Made by Hand                                                                        |
| Michael Kurland                                                              | 1938           |                | Wo steckt Aaron Burr?                                                                         |
| Katherine Kurtz                                                              | 1944           |                | Lehrs Vermächtnis                                                                             |
| Henry Kuttner                                                                | 1914           | 1958           | Die Mutanten                                                                                  |
| David A. Kyle                                                                | 1919           | 2016           | Drachen-Lensmen                                                                               |
| L                                                                            |                |                |                                                                                               |
| Mur Lafferty                                                                 | 1973           |                | Six Wakes                                                                                     |
| Raphael Aloysius Lafferty                                                    | 1914           | 2002           | Die Odyssee des Captain Roadstrum                                                             |
| David J. Lake                                                                | 1929           | 2016           | Walkers on the Sky                                                                            |
| Jay Lake                                                                     | 1964           | 2014           | Die Räder der Welt                                                                            |
| Margo Lanagan                                                                | 1960           |                | WildGame                                                                                      |
| Gene Lancour                                                                 | 1947           |                | The Globes of Llarum                                                                          |
| Geoffrey A. Landis                                                           | 1955           |                | Mars Crossing                                                                                 |
| Darrel T. Langart (Pseudonym von Randall Garrett)                            | 1927           | 1987           | Die fremde Macht                                                                              |
| Oliver Lange (Pseudonym von John Warren Wadleigh)                            | 1927           | 2013           | Vandenberg oder als die Russen Amerika besetzten                                              |
| George Langelaan                                                             | 1908           | 1969           | Die Fliege (Vorlage für mehrere Filme, u. a. von 1958 und von 1986)                           |
| David Langford                                                               | 1953           |                | An Account of a Meeting with Denizens of Another World 1871                                   |
| Sterling E. Lanier                                                           | 1927           | 2007           | Hieros Reise                                                                                  |
| Glen A. Larson                                                               | 1937           | 2014           | Kampfstern Galactica                                                                          |
| David Lasser                                                                 | 1902           | 1996           | The Conquest of Space                                                                         |
| Philip Latham (Pseudonym von Robert S. Richardson)                           | 1902           | 1981           | Irrfahrt zur Venus                                                                            |
| Keith Laumer                                                                 | 1925           | 1993           | Krieg auf dem Mond                                                                            |
| H. L. Lawrence                                                               | 1908           | 1990           | Kinder des Lichts                                                                             |
| Jack B. Lawson                                                               |                |                | Kraftprobe                                                                                    |
| Ursula K. Le Guin                                                            | 1929           | 2018           | Planet der Habenichtse                                                                        |
| William Le Queux                                                             | 1864           | 1927           | Der Einfall der Deutschen in England                                                          |
| Ann Leckie                                                                   | 1966           |                | Ancillary Justice                                                                             |
| Fonda Lee                                                                    | 1973           |                | Jade City                                                                                     |
| Gentry Lee                                                                   | 1942           |                | Rama-Zyklus                                                                                   |
| Sharon Lee                                                                   | 1952           |                | Liaden-Universum                                                                              |
| Tanith Lee                                                                   | 1947           | 2015           | Im Herzen des Vulkans                                                                         |
| Yoon Ha Lee                                                                  | 1979           |                | Ninefox Gambit                                                                                |
| Fritz Leiber                                                                 | 1910           | 1992           | Wanderer im Universum                                                                         |
| Justin Leiber                                                                | 1938           | 2016           | Ego-Transfer                                                                                  |
| Stephen Leigh                                                                | 1951           |                | Abraxas                                                                                       |
| Murray Leinster                                                              | 1896           | 1975           | Erster Kontakt                                                                                |
| Madeleine L’Engle                                                            | 1918           | 2007           | Die Zeitfalte                                                                                 |
| Edward M. Lerner                                                             | 1949           |                | Known Space-Zyklus                                                                            |
| Milton Lesser (Pseudonym von Stephen Marlowe)                                | 1928           | 2008           | Die Weltensucher.                                                                             |
| Doris Lessing                                                                | 1919           | 2013           | Canopus in Argos: Die Archive                                                                 |
| Jonathan Lethem                                                              | 1964           |                | Als sie über den Tisch kletterte                                                              |
| Jeremy Leven                                                                 | 1941           |                | Geliebtes Monster                                                                             |
| Ira Levin                                                                    | 1929           | 2007           | Die sanften Ungeheuer                                                                         |
| Paul Levinson                                                                | 1947           |                | The Silk Code                                                                                 |
| C. S. Lewis                                                                  | 1898           | 1963           | Jenseits des schweigenden Sterns                                                              |
| Sinclair Lewis                                                               | 1885           | 1951           | Das ist bei uns nicht möglich                                                                 |
| Jacqueline Lichtenberg                                                       | 1942           |                | Das Haus Zeor                                                                                 |
| A. M. Lightner (Pseudonym von Alice Lightner Hopf)                           | 1904           | 1988           | Rebellen der Galaxis                                                                          |
| Brad Linaweaver                                                              | 1952           | 2019           | Sliders: die vierte Dimension (nach der Fernsehserie)                                         |
| David Lindsay                                                                | 1876           | 1945           | Die Reise zum Arcturus                                                                        |
| Jane Lindskold                                                               | 1962           |                | Donnerjack                                                                                    |
| Kelly Link                                                                   | 1969           |                | Louise’s Ghost                                                                                |
| Holly Lisle                                                                  | 1960           | 2024           | The Longview Chronicles                                                                       |
| Jonathan Littell                                                             | 1967           |                | Bad Voltage. A Fantasy in 4/4                                                                 |
| Ken Liu                                                                      | 1976           |                | The Grace of Kings                                                                            |
| Alun Llewellyn                                                               | 1903           | 1987           | The Strange Invaders                                                                          |
| John Uri Lloyd                                                               | 1849           | 1936           | Etidorhpa oder eine Reise in die hohle Erde                                                   |
| Morgan J. Locke (Pseudonym von Laura J. Mixon)                               | 1957           |                | Up Against It                                                                                 |
| Jack London                                                                  | 1876           | 1916           | Die eiserne Ferse                                                                             |
| Frank Belknap Long                                                           | 1903           | 1994           | Die Marsfestung                                                                               |
| James D. Long                                                                | 1948           |                | Dream-Chipper                                                                                 |
| Barry B. Longyear                                                            | 1942           | 2025           | Du, mein Feind (Vorlage für den Film Enemy Mine – Geliebter Feind)                            |
| Noel Loomis                                                                  | 1905           | 1969           | Die gläserne Stadt                                                                            |
| Jean Lorrah                                                                  | 1938           |                | Savage Empire, Star Trek: The Next Generation (Episoden)                                      |
| Robert Lory                                                                  | 1936           |                | Das siebte Ich                                                                                |
| H. P. Lovecraft                                                              | 1890           | 1937           | Berge des Wahnsinns                                                                           |
| James Lovegrove                                                              | 1965           |                | Die Hoffnung                                                                                  |
| Delos Wheeler Lovelace                                                       | 1894           | 1967           | Buch zum Film King Kong                                                                       |
| Robert W. Lowndes                                                            | 1916           | 1998           | Planet der Erleuchteten                                                                       |
| Marie Lu                                                                     | 1984           |                | Legend                                                                                        |
| George Lucas                                                                 | 1945           |                | Krieg der Sterne                                                                              |
| Robert Ludlum                                                                | 1927           | 2001           | Der Hades-Faktor                                                                              |
| Adam Lukens (Pseudonym von Diane Detzer de Reyna)                            | 1930           | 1992           | Die Anderen                                                                                   |
| Richard A. Lupoff                                                            | 1935           | 2020           | Der Dreifaltigkeitsmann                                                                       |
| Elizabeth A. Lynn                                                            | 1946           |                | Sardonyxnetz                                                                                  |
| M                                                                            |                |                |                                                                                               |
| C. C. MacApp (Pseudonym von Carroll M. Capps)                                | 1913           | 1971           | Die Verbannten von Outside                                                                    |
| R. A. MacAvoy                                                                | 1949           |                | Stelldichein beim schwarzen Drachen                                                           |
| Rose Macaulay                                                                | 1881           | 1951           | What Not                                                                                      |
| James D. Macdonald                                                           | 1954           |                | Die Kommandantin – MageWorlds                                                                 |
| John D. MacDonald                                                            | 1916           | 1986           | Das Mädchen, die goldene Uhr und der ganze Rest                                               |
| F. Gwynplaine MacIntyre                                                      | 1948           | 2010           | The Woman Between the Worlds                                                                  |
| Fred MacIsaac                                                                | 1886           | 1940           | Am Anfang war nur Chaos                                                                       |
| David Alan Mack                                                              | 1969           |                | Star-Trek-Romane                                                                              |
| R. W. Mackelworth                                                            | 1930           | 2000           | Der Mond-Staat                                                                                |
| Compton Mackenzie                                                            | 1883           | 1972           | Die Mondrepublik                                                                              |
| Katherine MacLean                                                            | 1925           | 2019           | Der Esper und die Stadt                                                                       |
| Ian R. MacLeod                                                               | 1956           |                | Aether                                                                                        |
| Ken MacLeod                                                                  | 1954           |                | Das Sternenprogramm                                                                           |
| Sheila MacLeod                                                               | 1939           |                | Die Emanzipation der Roboter                                                                  |
| Angus MacVicar                                                               | 1908           | 2001           | Der verlorene Planet                                                                          |
| Larry Maddock (Pseudonym von Jack Owen Jardine)                              | 1931           | 2009           | Agenten der Galaxis                                                                           |
| Elliot S. Maggin                                                             | 1950           |                | Superman: Kryptons letzter Sohn                                                               |
| Charles Eric Maine (Pseudonym von David McIlwain)                            | 1921           | 1981           | Die Brücke über den Saturn                                                                    |
| Edward Maitland                                                              | 1824           | 1897           | By and By: An Historical Romance of the Future                                                |
| Alexander Malec                                                              | 1929           | 2004           | Sperrzone Mond                                                                                |
| Barry N. Malzberg                                                            | 1939           | 2024           | Der Sturz der Astronauten                                                                     |
| Emily St. John Mandel                                                        | 1979           |                | Das Licht der letzten Tage                                                                    |
| Andy Mangels                                                                 | 1966           |                | Star-Trek-Romane                                                                              |
| George Mann                                                                  | 1979           |                | Newbury & Hobbes Investigations                                                               |
| Phillip Mann                                                                 | 1942           | 2022           | Das Auge der Königin                                                                          |
| Laurence Manning                                                             | 1899           | 1972           | Der Jahrtausendschläfer                                                                       |
| D. Keith Mano                                                                | 1942           |                | Die Brücke                                                                                    |
| John Mantley                                                                 | 1920           | 2003           | Der 27. Tag                                                                                   |
| Robert E. Margroff                                                           | 1930           | 2015           | Der Ring (mit Piers Anthony)                                                                  |
| Jan Mark (Pseudonym von Janet Marjorie Brisland)                             | 1943           | 2006           | Die Welt aus Stein                                                                            |
| Ellis Marshall                                                               |                |                | Rückkehr in die Finsternis                                                                    |
| Richard Marsten                                                              | 1926           | 2005           | Rakete, ab zum Mond                                                                           |
| George R. R. Martin                                                          | 1948           |                | Die Flamme erlischt                                                                           |
| Michael A. Martin                                                            |                |                | Star-Trek-Romane                                                                              |
| Joseph P. Martino                                                            | 1937           | 2022           | Pushbutton War                                                                                |
| David Marusek                                                                | 1951           |                | The Wedding Album                                                                             |
| Douglas R. Mason (bekannt als John Rankine)                                  | 1918           | 2013           | Diktatur der Androiden                                                                        |
| David I. Masson                                                              | 1915           | 2007           | An den Grenzen der Zeit                                                                       |
| Richard Matheson                                                             | 1926           | 2013           | Die seltsame Geschichte des Mr. C. (Vorlage des Films Die unglaubliche Geschichte des Mr. C.) |
| Daphne du Maurier                                                            | 1907           | 1989           | Die standhafte Lady                                                                           |
| Julian May                                                                   | 1931           | 2017           | Das vielfarbene Land                                                                          |
| Ardath Mayhar                                                                | 1930           | 2012           | Khi to Freedom                                                                                |
| Angus McAllister                                                             | 1943           |                | Der Computermensch                                                                            |
| Bruce McAllister                                                             | 1946           |                | Humanity Prime                                                                                |
| Paul J. McAuley                                                              | 1955           |                | Vierhundert Mrd. Sterne                                                                       |
| Anne McCaffrey                                                               | 1926           | 2011           | Drachenreiter von Pern                                                                        |
| Todd McCaffrey                                                               | 1956           |                | Drachenreiter von Pern                                                                        |
| Robert R. McCammon                                                           | 1952           |                | Swans Song: Nach dem Ende der Welt                                                            |
| Cormac McCarthy                                                              | 1933           | 2023           | Die Straße                                                                                    |
| Wil McCarthy                                                                 | 1966           |                | The Queendom of Sol                                                                           |
| Thomas Calvert McClary                                                       | 1909           | 1972           | Die neue Menschheit                                                                           |
| Michael McCollum                                                             | 1946           |                | Der Antares-Krieg                                                                             |
| Una McCormack                                                                | 1972           |                | Star Trek                                                                                     |
| David McDaniel                                                               | 1939           | 1977           | Das Arsenal der Vergangenheit                                                                 |
| Jack McDevitt                                                                | 1935           |                | Die Legende von Christopher Sim                                                               |
| Ian McDonald                                                                 | 1960           |                | Schere schneidet Papier wickelt Stein                                                         |
| Thomas McGrath                                                               | 1916           | 1990           | Die Tore der Träume                                                                           |
| John J. McGuire                                                              | 1917           | 1981           | Krisenjahr 2140 (mit H. Beam Piper)                                                           |
| Maureen F. McHugh                                                            | 1959           |                | ABC Zhang                                                                                     |
| J. T. McIntosh (Pseudonym von James Murdoch MacGregor)                       | 1925           | 2008           | Die Saboteure von Nwylla                                                                      |
| Will McIntosh                                                                | 1962           |                | Brideside                                                                                     |
| Vonda N. McIntyre                                                            | 1948           | 2019           | Traumschlange                                                                                 |
| Richard McKenna                                                              | 1913           | 1964           | Auf die harte Tour nach Hause                                                                 |
| Dean McLaughlin                                                              | 1931           |                | Im Schatten der Venus                                                                         |
| Sean McMullen                                                                | 1948           |                | Moonworlds                                                                                    |
| Mike McQuay                                                                  | 1949           | 1995           | Flucht aus New York                                                                           |
| Harold Mead                                                                  | 1910           | 1997           | Marys Land                                                                                    |
| John Meaney                                                                  | 1957           |                | Tristopolis                                                                                   |
| S. P. Meek                                                                   | 1894           | 1972           | The Cave of Horror                                                                            |
| Paul Melko                                                                   | 1968           |                | Der Ring                                                                                      |
| Carlton Mellick III                                                          | 1977           |                | The Egg Man                                                                                   |
| R. M. Meluch                                                                 | 1956           |                | Jerusalem in Flammen                                                                          |
| Drew Mendelson                                                               | 1945           |                | Die vergessenen Zonen der Stadt                                                               |
| Peter de Mendelssohn                                                         | 1908           | 1982           | Festung in den Wolken                                                                         |
| A. J. Merak (Pseudonym von John S. Glasby)                                   | 1928           | 2011           | Atomversuch Erdball                                                                           |
| Judith Merril (Pseudonym von Judith Josephine Grossman)                      | 1923           | 1997           | Menschen von morgen                                                                           |
| Abraham Merritt                                                              | 1884           | 1943           | Die Puppen der Madame Mandilip                                                                |
| Sam Merwin jr.                                                               | 1910           | 1996           | The House of Many Worlds                                                                      |
| Robert A. Metzger                                                            | 1956           |                | Picoverse                                                                                     |
| Nicholas Meyer                                                               | 1945           |                | Star Trek VI: Das unentdeckte Land                                                            |
| China Miéville                                                               | 1972           |                | Perdido Street Station                                                                        |
| Victor Milán                                                                 | 1954           | 2018           | BattleTech-Romane                                                                             |
| Barry P. Miller                                                              | 1939           | 1980           | Unendlichkeit x 3                                                                             |
| P. Schuyler Miller                                                           | 1912           | 1974           | Die neuen Herrscher (mit L. Sprague de Camp)                                                  |
| Steve Miller                                                                 | 1950           | 2024           | Liaden-Zyklus (mit Sharon Lee)                                                                |
| Walter M. Miller, Jr.                                                        | 1923           | 1996           | Lobgesang auf Leibowitz                                                                       |
| Robert Duncan Milne                                                          | 1844           | 1899           | Into the Sun                                                                                  |
| David Mitchell                                                               | 1969           |                | Der Wolkenatlas                                                                               |
| Edward Page Mitchell                                                         | 1852           | 1927           | The Clock That Went Backward                                                                  |
| Naomi Mitchison                                                              | 1897           | 1999           | Memoiren einer Raumfahrerin                                                                   |
| L. E. Modesitt, Jr.                                                          | 1943           |                | Forever Hero (Romanserie)                                                                     |
| Rebecca Moesta                                                               | 1956           |                | Star Wars                                                                                     |
| Thomas F. Monteleone                                                         | 1946           |                | Die heimgesuchte Stadt                                                                        |
| Elizabeth Moon                                                               | 1945           |                | Die letzte Siedlerin                                                                          |
| Ted Mooney                                                                   | 1951           |                | Fahrkarten zu anderen Welten                                                                  |
| Michael Moorcock                                                             | 1939           |                | I.N.R.I. oder Die Reise mit der Zeitmaschine                                                  |
| Alan Moore                                                                   | 1953           |                | The League of Extraordinary Gentlemen                                                         |
| C. L. Moore                                                                  | 1911           | 1987           | Der Brunnen der Unsterblichkeit (mit Henry Kuttner)                                           |
| Christopher Moore                                                            | 1957           |                | Der kleine Dämonenberater                                                                     |
| Harris Moore (Gemeinschaftspseudonym von Arthur Moore und Alfred Harris)     |                |                | Die Wasserwelt                                                                                |
| Patrick Moore                                                                | 1923           | 2012           | Verrat im Weltraum                                                                            |
| Raylyn Moore                                                                 | 1928           | 2005           | What Happened to Emily Goode After the Great Exhibition                                       |
| Ward Moore                                                                   | 1903           | 1978           | Der große Süden                                                                               |
| Simon Morden                                                                 |                |                | Samuil Petrovitch-Zyklus                                                                      |
| Kass Morgan                                                                  | 1984           |                | The 100                                                                                       |
| Dan Morgan                                                                   | 1925           | 2011           | Hetzjagd der Telepathen                                                                       |
| Richard Morgan                                                               | 1965           |                | Takeshi Kovacs-Serie                                                                          |
| Rupert Morgan                                                                | 1965           |                | Schöpfung für Anfänger                                                                        |
| Chris Moriarty                                                               | 1968           |                | Lichtjagd                                                                                     |
| A. R. Morlan                                                                 | 1958           | 2016           | Rillas and Other Science Fiction Stories                                                      |
| John Morressy                                                                | 1930           | 2006           | Kind der Sterne                                                                               |
| Janet Morris                                                                 | 1946           |                | Traumschiffe                                                                                  |
| William Morris                                                               | 1834           | 1896           | Kunde von Nirgendwo                                                                           |
| James Morrow                                                                 | 1947           |                | Die eingeborene Tochter                                                                       |
| Peter Morwood                                                                | 1956           | 2025           | Star-Wars-Romane                                                                              |
| Sam Moskowitz                                                                | 1920           | 1997           | The Way Back                                                                                  |
| John Munro                                                                   | 1849           | 1930           | A Trip to Venus                                                                               |
| Pat Murphy                                                                   | 1955           |                | Die Stadt, nicht lange danach                                                                 |
| Walter F. Murphy                                                             | 1929           | 2010           | Der Statthalter                                                                               |
| Benjamin J. Myers                                                            | 1967           |                | Bad Tuesdays-Zyklus                                                                           |
| Howard L. Myers                                                              | 1930           | 1971           | Econo-War Kurzgeschichten                                                                     |
| N                                                                            |                |                |                                                                                               |
| Ramez Naam                                                                   |                |                | Nexus                                                                                         |
| Linda Nagata                                                                 | 1960           |                | Götterfunke                                                                                   |
| Grant Naylor (Gemeinschaftspseudonym von Rob Grant und Doug Naylor)          |                |                | Roter Zwerg                                                                                   |
| Ray Nelson                                                                   | 1931           | 2022           | Schalt den Himmel ab                                                                          |
| Patrick Ness                                                                 | 1971           |                | Chaos Walking-Trilogie                                                                        |
| Sylvain Neuvel                                                               | 1973           |                | Giants-Trilogie                                                                               |
| Kris Neville                                                                 | 1925           | 1980           | Bettyann – das Mädchen vom anderen Stern                                                      |
| Annalee Newitz                                                               | 1969           |                | Autonomous                                                                                    |
| Bernard Newman                                                               | 1897           | 1968           | Drei Mann und ein Planet                                                                      |
| Larry Niven                                                                  | 1938           |                | Ringwelt                                                                                      |
| Garth Nix                                                                    | 1963           |                | Das Imperium der Prinzen                                                                      |
| Sterling Noel                                                                | 1903           | 1984           | Die fünfte Eiszeit                                                                            |
| William F. Nolan                                                             | 1928           | 2021           | Flucht ins 23. Jahrhundert (mit George Clayton Johnson)                                       |
| Jeff Noon                                                                    | 1957           |                | Gelb                                                                                          |
| John Norman                                                                  | 1931           |                | Gor – Die Gegenerde                                                                           |
| Edmund H. North                                                              | 1911           | 1990           | Meteor                                                                                        |
| Andre Norton (auch Andrew Norton, eigentlich Alice Mary Norton)              | 1912           | 2005           | Das große Abenteuer des Mutanten                                                              |
| Victor Norwood                                                               | 1920           | 1983           | Die Nacht des Grauens                                                                         |
| Alan E. Nourse                                                               | 1928           | 1992           | Der Besessene                                                                                 |
| Naomi Novik                                                                  | 1973           |                | Temeraire-Zyklus                                                                              |
| Philip Francis Nowlan                                                        | 1888           | 1940           | Armageddon 2419 A.D. (Buck Rogers)                                                            |
| Charles Nuetzel                                                              | 1934           |                | Lost City of the Damned                                                                       |
| O                                                                            |                |                |                                                                                               |
| Fitz-James O’Brien                                                           | 1828           | 1862           | The Diamond Lens                                                                              |
| Robert C. O’Brien                                                            | 1918           | 1973           | Z wie Zacharias                                                                               |
| Kevin O’Donnell                                                              | 1950           | 2012           | Die Reisen des McGill Feighan                                                                 |
| Andrew J. Offutt                                                             | 1934           | 2013           | Spaceways                                                                                     |
| Nnedi Okorafor                                                               | 1974           |                | Lagune                                                                                        |
| Chad Oliver                                                                  | 1928           | 1993           | Brüder unter fremder Sonne                                                                    |
| Bob Olsen                                                                    | 1884           | 1956           | The Four-Dimensional Roller-Press                                                             |
| Kathleen O’Neal Gear                                                         | 1954           |                | Die Gamant-Chroniken                                                                          |
| Ben Orkow                                                                    | 1896           | 1988           | Wenn die Zeit stillsteht                                                                      |
| George Orwell                                                                | 1903           | 1950           | 1984                                                                                          |
| P                                                                            |                |                |                                                                                               |
| Raymond A. Palmer                                                            | 1910           | 1977           | The Vengeance of Martin Brand                                                                 |
| Robert Paltock                                                               | 1697           | 1767           | The Life and Adventures of Peter Wilkins, a Cornish Man                                       |
| Edgar Pangborn                                                               | 1909           | 1976           | Der Beobachter                                                                                |
| Alexei Panshin                                                               | 1940           | 2022           | Welt zwischen den Sternen                                                                     |
| Cory Panshin                                                                 | 1947           |                | Farewell to Yesterday’s Tomorrow                                                              |
| Paul Park                                                                    | 1954           |                | Roumania-Zyklus                                                                               |
| Neil Peart                                                                   | 1952           | 2020           | Clockwork Lives: The Bookseller's Tale                                                        |
| Don Pendleton                                                                | 1927           | 1995           | Die Kanonen von TERRA 10                                                                      |
| Laurie Penny                                                                 | 1986           |                | Babys machen und andere Storys                                                                |
| Steve Perry                                                                  | 1947           |                | Star-Wars-Romane                                                                              |
| Emil Petaja                                                                  | 1915           | 2000           | Zwischen gestern und niemals                                                                  |
| Susan Beth Pfeffer                                                           | 1948           | 2025           | Die Welt, wie wir sie kannten                                                                 |
| Donald J. Pfeil                                                              | 1937           | 1989           | Voyage to a Forgotten Sun                                                                     |
| John Thomas Phillifent                                                       | 1916           | 1976           | Roboter im Einsatz                                                                            |
| Rog Phillips                                                                 | 1909           | 1965           | Das wandernde Ich                                                                             |
| H. Beam Piper                                                                | 1904           | 1964           | Der kleine Fuzzy                                                                              |
| Doris Piserchia                                                              | 1928           | 2021           | Sternenreiter                                                                                 |
| Charles Platt                                                                | 1945           |                | Asteroid der Ausgestoßenen                                                                    |
| Phillip J. Plauger                                                           | 1944           |                | Zeitkorrektur unmöglich                                                                       |
| Frederik Pohl                                                                | 1919           | 2013           | Der Plus-Mensch                                                                               |
| Francis Pollock (Pseudonym: Frank Lillie Pollock)                            | 1876           | 1957           | Die letzte Morgenröte                                                                         |
| Jerry Pournelle                                                              | 1933           | 2017           | Beowulfs Kinder                                                                               |
| J. L. Powers (Pseudonym von John S. Glasby)                                  | 1928           | 2011           | Vorstoß in die Galaxis                                                                        |
| Richard Powers                                                               | 1967           |                | Galatea 2.2                                                                                   |
| Tim Powers                                                                   | 1952           |                | Die Tore zu Anubis Reich                                                                      |
| Festus Pragnell                                                              | 1905           | 1977           | The Green Man of Graypec                                                                      |
| Terry Pratchett                                                              | 1948           | 2015           | Der Sonne dunkle Seite                                                                        |
| Fletcher Pratt                                                               | 1897           | 1956           | Die große Verwandlung                                                                         |
| Paul Preuss                                                                  | 1942           |                | Unternehmen Core (Vorlage für den Film The Core – Der innere Kern)                            |
| Cherie Priest                                                                | 1975           |                | Boneshaker                                                                                    |
| Christopher Priest                                                           | 1943           | 2024           | Ein Traum von Wessex                                                                          |
| David Pringle                                                                | 1950           |                | The Ultimate Encyclopedia of Science Fiction (Sachliteratur)                                  |
| Geo. W. Proctor                                                              | 1946           | 2008           | Der Schattenmann                                                                              |
| Tom Purdom                                                                   | 1936           | 2024           | Die Psychospione                                                                              |
| Thomas Pynchon                                                               | 1937           |                | Against the Day                                                                               |
| Q                                                                            |                |                |                                                                                               |
| R                                                                            |                |                |                                                                                               |
| Hannu Rajaniemi                                                              | 1978           |                | Quantum                                                                                       |
| Cat Rambo                                                                    | 1972           |                | Eyes Like Sky and Coal and Moonlight                                                          |
| Ayn Rand                                                                     | 1905           | 1982           | Hymne                                                                                         |
| Marta Randall                                                                | 1948           |                | Versunkene Inseln                                                                             |
| Robert Rankin                                                                | 1949           |                | Der Antipapst                                                                                 |
| Rick Raphael                                                                 | 1919           | 1994           | Die fliegenden Bomben                                                                         |
| Francis G. Rayer                                                             | 1921           | 1981           | Überfall aus fremder Dimension                                                                |
| Tom Reamy                                                                    | 1935           | 1977           | Blinde Stimmen                                                                                |
| Michael Reaves                                                               | 1950           | 2023           | Star-Wars-Romane                                                                              |
| Robert Reid                                                                  | 1966           |                | Year Zero                                                                                     |
| Kit Reed                                                                     | 1932           | 2017           | Armed Camps                                                                                   |
| Robert Reed                                                                  | 1956           |                | Veil of Stars                                                                                 |
| Ed Earl Repp                                                                 | 1901           | 1979           | Rescue from Venus                                                                             |
| Mike Resnick                                                                 | 1942           | 2020           | Santiago                                                                                      |
| Alastair Reynolds                                                            | 1966           |                | Chasm City                                                                                    |
| Mack Reynolds                                                                | 1917           | 1983           | Der Computerkrieg                                                                             |
| Alfred Bate Richards                                                         | 1820           | 1876           | The Invasion of England (A Possible Tale of Future Times)                                     |
| Leigh Richmond                                                               | 1911           | 1995           | Schockwelle im Kosmos                                                                         |
| Walt Richmond                                                                | 1922           | 1977           | Schockwelle im Kosmos                                                                         |
| Frank Riley (Pseudonym von Frank Rhylick)                                    | 1915           | 1996           | Computer der Unsterblichkeit                                                                  |
| John Ringo                                                                   | 1963           |                | Invasion – Legacy of the Aldenata                                                             |
| Chris Roberson                                                               | 1970           |                | Celestial Empire                                                                              |
| Adam Roberts                                                                 | 1965           |                | Sternensturm                                                                                  |
| Keith Roberts                                                                | 1935           | 2000           | Pavane                                                                                        |
| Kenneth Robeson (Verlagspseudonym)                                           |                |                | Doc-Savage-Romane                                                                             |
| Stephen Robinett                                                             | 1941           | 2004           | Das Sternentor                                                                                |
| Frank M. Robinson                                                            | 1926           | 2014           | Die gnadenlose Macht                                                                          |
| Jeanne Robinson                                                              | 1948           | 2010           | Sternentanz                                                                                   |
| Kim Stanley Robinson                                                         | 1952           |                | Marstrilogie                                                                                  |
| Spider Robinson                                                              | 1948           |                | Die Telepathen                                                                                |
| Justina Robson                                                               | 1968           |                | Mappa Mundi                                                                                   |
| Ross Rocklynne                                                               | 1913           | 1988           | Die Zeit braucht ein Skelett                                                                  |
| Gene Roddenberry                                                             | 1921           | 1991           | Star Trek: Der Film                                                                           |
| Bruce Holland Rogers                                                         | 1958           |                | Rettungsboot auf brennender See                                                               |
| Michael Scott Rohan                                                          | 1951           | 2018           | Run to the Stars                                                                              |
| Joel Rosenberg                                                               | 1954           | 2011           | Emile and the Dutchman                                                                        |
| Mary Rosenblum                                                               | 1952           | 2018           | Die verstummten Quellen                                                                       |
| Mordecai Roshwald                                                            | 1921           | 2015           | Das Ultimatum                                                                                 |
| Veronica Rossi                                                               | 1973           |                | Aria und Perry-Trilogie                                                                       |
| Theodore Roszak                                                              | 1939           | 2011           | The Memoires of Elizabeth Frankenstein                                                        |
| Veronica Roth                                                                | 1988           |                | Die Bestimmung                                                                                |
| Tony Rothman                                                                 | 1953           |                | Die Welt ist rund                                                                             |
| William Rotsler                                                              | 1926           | 1997           | Ins Land des elektrischen Engels                                                              |
| Rudy Rucker                                                                  | 1946           |                | Wetware                                                                                       |
| Matt Ruff                                                                    | 1965           |                | Fool on the Hill                                                                              |
| Charles W. Runyon                                                            | 1928           | 2015           | Die Braut des Parasiten                                                                       |
| Kristine Kathryn Rusch                                                       | 1960           |                | Star-Trek-Romane                                                                              |
| Joanna Russ                                                                  | 1937           | 2011           | Wir, die wir geweiht sind …                                                                   |
| Eric Frank Russell                                                           | 1905           | 1978           | Die große Explosion                                                                           |
| Mary Doria Russell                                                           | 1950           |                | Sperling                                                                                      |
| Ray Russell                                                                  | 1924           | 1999           | Sardonicus                                                                                    |
| Richard Paul Russo                                                           | 1954           |                | Die unterirdische Galerie                                                                     |
| Geoff Ryman                                                                  | 1951           |                | 253 – Der U-Bahn Roman                                                                        |
| S                                                                            |                |                |                                                                                               |
| Fred Saberhagen                                                              | 1930           | 2007           | Berserker                                                                                     |
| Carl Sagan                                                                   | 1934           | 1996           | Contact                                                                                       |
| Nick Sagan                                                                   | 1970           |                | Edenborn                                                                                      |
| Joseph Samachson                                                             | 1906           | 1980           | Mel Oliver and Space Rover on Mars                                                            |
| Sofia Samatar                                                                | 1971           |                | A Stranger in Olondria                                                                        |
| Brandon Sanderson                                                            | 1975           |                | Skyward-Reihe                                                                                 |
| Sarban (Pseudonym von John W. Wall)                                          | 1910           | 1989           | Hörnerschall                                                                                  |
| Pamela Sargent                                                               | 1948           |                | Das Ufer der Frauen                                                                           |
| George Saunders                                                              | 1958           |                | Bounty-Land                                                                                   |
| Julian Savarin                                                               | 1950           |                | His Lemmus: A Time Trilogy                                                                    |
| Robert J. Sawyer                                                             | 1960           |                | Die Neandertal-Parallaxe                                                                      |
| Josephine Saxton                                                             | 1935           |                | Die Fahrten der Jane Saint                                                                    |
| John Scalzi                                                                  | 1969           |                | Krieg der Klone                                                                               |
| Elizabeth Ann Scarborough                                                    | 1947           |                | Healer’s War                                                                                  |
| Nathan Schachner                                                             | 1895           | 1955           | Der Welraumanwalt                                                                             |
| Hilbert Schenck                                                              | 1926           | 2013           | Die Schlacht am Abaco Riff                                                                    |
| Lawrence Schimel                                                             | 1971           |                | The Drag Queen of Elfland and Other Stories                                                   |
| James H. Schmitz                                                             | 1911           | 1981           | Die Xenotelepathin                                                                            |
| Lawrence M. Schoen                                                           | 1959           |                | Barsk: The Elephants’ Graveyard                                                               |
| Ken Scholes                                                                  | 1968           |                | Die Legende von Isaak                                                                         |
| Lawrence Schoonover                                                          | 1906           | 1980           | Der rote Regen                                                                                |
| Karl Schroeder                                                               | 1962           |                | Virga-Zyklus                                                                                  |
| J. Neil Schulman                                                             | 1953           |                | The Rainbow Cadenza                                                                           |
| J. W. Schutz                                                                 | 1912           | 1984           | Nicht an weiße Bären denken!                                                                  |
| David J. Schwartz                                                            | 1970           |                | Superpowers                                                                                   |
| Thomas N. Scortia                                                            | 1926           | 1986           | Flammendes Inferno                                                                            |
| Jody Scott                                                                   | 1923           | 2007           | Fast wie ein Mensch                                                                           |
| Melissa Scott                                                                | 1960           |                | Die Freundlichen                                                                              |
| Will Self                                                                    | 1961           |                | The Book of Dave                                                                              |
| Arthur Sellings                                                              | 1921           | 1968           | Fremdling auf der Erde                                                                        |
| Luis Senarens                                                                | 1863           | 1939           | Frank Reade, Jr.                                                                              |
| Garrett P. Serviss                                                           | 1851           | 1929           | Edisons Eroberung des Mars                                                                    |
| Jack Sharkey                                                                 | 1931           | 1992           | Revolution um die Zukunft                                                                     |
| William Shatner                                                              | 1931           |                | TekWar                                                                                        |
| Richard Sharpe Shaver                                                        | 1907           | 1975           | I Remember Lemuria                                                                            |
| Bob Shaw                                                                     | 1931           | 1996           | Die Heißluftastronauten                                                                       |
| Larry T. Shaw                                                                | 1924           | 1985           | Stairway to the Stars                                                                         |
| Nisi Shawl                                                                   | 1955           |                | Everfair                                                                                      |
| Michael Shea                                                                 | 1946           | 2014           | Die Farbe aus der Zeit                                                                        |
| Robert Shea                                                                  | 1933           | 1994           | Illuminatus! (mit Robert Anton Wilson)                                                        |
| Robert Shearman                                                              | 1970           |                | Running Through Corridors (Sachliteratur)                                                     |
| Robert Sheckley                                                              | 1928           | 2005           | Das zehnte Opfer (Vorlage für den Film Das Millionenspiel)                                    |
| Charles Sheffield                                                            | 1935           | 2002           | Hüter meines Bruders                                                                          |
| Alice Sheldon (Eigenname von James Tiptree, Jr.)                             | 1915           | 1987           | Die Feuerschneise                                                                             |
| Mary Shelley                                                                 | 1797           | 1851           | Frankenstein oder Der moderne Prometheus                                                      |
| Lucius Shepard                                                               | 1947           | 2014           | The Jaguar Hunter                                                                             |
| Joel Shepherd                                                                | 1974           |                | Cassandra Kresnov (Romanserie)                                                                |
| Josepha Sherman                                                              | 1946           | 2012           | The Shining Falcon                                                                            |
| T. L. Sherred                                                                | 1915           | 1985           | Das Zeitkino                                                                                  |
| M. P. Shiel                                                                  | 1865           | 1947           | Die purpurne Wolke                                                                            |
| Lewis Shiner                                                                 | 1950           |                | Frontera                                                                                      |
| Wilmar H. Shiras                                                             | 1908           | 1990           | Kinder des Atoms                                                                              |
| John Shirley                                                                 | 1953           |                | Eclipse                                                                                       |
| Nevil Shute                                                                  | 1899           | 1960           | On the Beach                                                                                  |
| Robert Silverberg                                                            | 1935           |                | Schwingen der Nacht                                                                           |
| Clifford D. Simak                                                            | 1904           | 1988           | Raumstation auf der Erde                                                                      |
| Dan Simmons                                                                  | 1948           |                | Die Hyperion-Gesänge                                                                          |
| Kathleen Sky                                                                 | 1943           |                | Birthright                                                                                    |
| John Sladek                                                                  | 1937           | 2000           | Die stählerne Horde                                                                           |
| William Sleator                                                              | 1945           | 2011           | Das Haus der Treppen                                                                          |
| Henry Slesar                                                                 | 1927           | 2002           | Die Bestie aus dem Weltenraum                                                                 |
| Joan Slonczewski                                                             | 1956           |                | Daughter of Elysium                                                                           |
| Clark Ashton Smith                                                           | 1893           | 1961           | Die Stadt der singenden Flamme                                                                |
| Cordwainer Smith (Pseudonym von Paul Linebarger)                             | 1913           | 1966           | Die Untermenschen                                                                             |
| Dean Wesley Smith                                                            | 1950           |                | Star-Trek-Romane                                                                              |
| E. E. „Doc“ Smith                                                            | 1890           | 1965           | Lensman-Zyklus                                                                                |
| Evelyn E. Smith                                                              | 1922           | 2000           | The Perfect Planet                                                                            |
| Gavin Smith                                                                  | 1975           |                | Der Veteran                                                                                   |
| George H. Smith                                                              | 1922           | 1996           | Aufstand der Maschinen                                                                        |
| George O. Smith                                                              | 1911           | 1981           | Relaisstation Venus                                                                           |
| L. Neil Smith                                                                | 1946           | 2021           | Der Durchbruch                                                                                |
| Martin Cruz Smith                                                            | 1942           | 2025           | Der andere Sieger                                                                             |
| Michael Marshall Smith                                                       | 1965           |                | Geklont                                                                                       |
| Jeff Somers                                                                  | 1971           |                | Avery Cates-Zaklus                                                                            |
| S. P. Somtow                                                                 | 1952           |                | Das letzte Haiku verhallt                                                                     |
| Alison Spedding                                                              | 1962           |                | The Road and the Hills                                                                        |
| Steven Spielberg                                                             | 1946           |                | Unheimliche Begegnung der dritten Art                                                         |
| Norman Spinrad                                                               | 1940           |                | Der stählerne Traum                                                                           |
| Ryk E. Spoor                                                                 | 1962           |                | Boundaryverse                                                                                 |
| Steven G. Spruill                                                            | 1946           |                | Die Janus-Gleichung                                                                           |
| Margaret St. Clair                                                           | 1911           | 1995           | Die Puppe aus dem Nichts                                                                      |
| Brian M. Stableford                                                          | 1948           | 2024           | Dies Irae (Romantrilogie)                                                                     |
| Michael A. Stackpole                                                         | 1957           |                | Wolf und Rabe (Shadowrun)                                                                     |
| Robert Stallman                                                              | 1930           | 1980           | Werwelt                                                                                       |
| Olaf Stapledon                                                               | 1886           | 1950           | Die letzten und die ersten Menschen.                                                          |
| Bill Starr                                                                   | 1933           |                | The Way to Dawnworld                                                                          |
| R. F. Starzl                                                                 | 1899           | 1976           | Vorstoß in den Mikrokosmos                                                                    |
| Christopher Stasheff                                                         | 1944           |                | Der Hinterhalt (mit William R. Forstchen)                                                     |
| Mary Staton                                                                  | ≈1944          |                | From the Legend of Biel                                                                       |
| John Steakley                                                                | 1951           | 2010           | Armor                                                                                         |
| Allen Steele                                                                 | 1958           |                | Station der letzten Helden                                                                    |
| Adam Stemple                                                                 | 1968           |                | Rattenfänger                                                                                  |
| Andrew Stephenson                                                            | 1946           |                | Nachtwache                                                                                    |
| Neal Stephenson                                                              | 1959           |                | Snow Crash                                                                                    |
| Bruce Sterling                                                               | 1954           |                | Der Staubozean                                                                                |
| George R. Stewart                                                            | 1895           | 1980           | Leben ohne Ende                                                                               |
| Ian Stewart                                                                  | 1945           |                | Wheelers                                                                                      |
| G. Harry Stine (bekannt unter dem Pseudonym Lee Correy)                      | 1928           | 1997           | Hort des Lebens                                                                               |
| Jean Marie Stine                                                             | 1945           |                | Season of the Witch                                                                           |
| S. M. Stirling                                                               | 1953           |                | Die Söldner von Sparta                                                                        |
| John E. Stith                                                                | 1947           |                | Redshift Rendezvous                                                                           |
| Eric James Stone                                                             | 1967           |                | That Leviathan, Whom Thou Hast Made                                                           |
| Matthew Stover                                                               | 1962           |                | Star-Wars-Romane                                                                              |
| J. Michael Straczynski                                                       | 1954           |                | Babylon 5                                                                                     |
| Craig Strete                                                                 | 1950           |                | Mensch in seiner Welt                                                                         |
| Charles Stross                                                               | 1964           |                | Accelerando                                                                                   |
| Theodore Sturgeon                                                            | 1918           | 1985           | Baby ist drei                                                                                 |
| Daniel Suarez                                                                | 1964           |                | Daemon: die Welt ist nur ein Spiel                                                            |
| Michael J. Sullivan                                                          | 1961           |                | Zeitfuge                                                                                      |
| Tricia Sullivan                                                              | 1968           |                | Lethe                                                                                         |
| James Sutherland                                                             | 1948           |                | Signale aus dem Kosmos                                                                        |
| Jean Sutton                                                                  | 1915           | 2003           | Die Welt der Ausgestoßenen                                                                    |
| Jeff Sutton                                                                  | 1913           | 1979           | Mondbesatzung funkt SOS                                                                       |
| Dwight V. Swain                                                              | 1915           | 1992           | Monster                                                                                       |
| Thomas Burnett Swann                                                         | 1928           | 1976           | Die Bienenkönigin                                                                             |
| Michael Swanwick                                                             | 1950           |                | In Zeiten der Flut                                                                            |
| Rachel Swirsky                                                               | 1982           |                | The Lady Who Plucked Red Flowers Beneath the Queen's Window                                   |
| Leó Szilárd                                                                  | 1898           | 1964           | Die Stimme der Delphine (Stories)                                                             |
| T                                                                            |                |                |                                                                                               |
| Paul Tabori                                                                  | 1908           | 1974           | Die grüne Sintflut                                                                            |
| John Taine (Pseudonym von Eric Temple Bell)                                  | 1883           | 1960           | The Crystal Horde                                                                             |
| Peter Tate                                                                   | 1940           |                | Landluft und tödlicher Regen                                                                  |
| Jodi Taylor                                                                  |                |                | Die Chroniken von St. Mary's                                                                  |
| John Gerald Taylor                                                           | 1931           | 2012           | I’ll Be Judge, I’ll Be Jury                                                                   |
| Peter Telep                                                                  | 1965           |                | Red Planet                                                                                    |
| William F. Temple                                                            | 1914           | 1989           | Männer gegen Automaten                                                                        |
| William Tenn (Pseudonym von Philip Klass)                                    | 1920           | 2010           | Von Menschen und Monstren                                                                     |
| Emma Tennant                                                                 | 1937           | 2017           | The Time of the Crack                                                                         |
| Sheri S. Tepper                                                              | 1929           | 2016           | Gras                                                                                          |
| Douglas Terman                                                               | 1933           | 1999           | Vogelfrei                                                                                     |
| Walter Tevis                                                                 | 1928           | 1984           | Der Mann, der vom Himmel fiel (Vorlage für den gleichnamigen Film)                            |
| Marcel Theroux                                                               | 1969           |                | Weit im Norden                                                                                |
| D. M. Thomas                                                                 | 1935           | 2023           | Suche nach einem geeigneten Spender                                                           |
| Jeffrey Thomas                                                               | 1957           |                | Punktown                                                                                      |
| Martin Thomas                                                                | 1913           | 1985           | Jenseits des Spektrums                                                                        |
| Theodore L. Thomas                                                           | 1920           | 2005           | Das Jahr des schweren Wassers                                                                 |
| Kate Thompson                                                                | 1956           |                | The Missing Link                                                                              |
| Amy Thomson                                                                  | 1958           |                | Virtual Girl                                                                                  |
| Lavie Tidhar                                                                 | 1976           |                | Das ewige Empire                                                                              |
| Patrick Tilley                                                               | 1928           | 2021           | Amtrak-Kriege                                                                                 |
| James Tiptree junior (Pseudonym von Alice Sheldon)                           | 1916           | 1987           | Die Feuerschneise                                                                             |
| Arthur Tofte                                                                 | 1902           | 1980           | Die Schnellfahrer                                                                             |
| Louis Tracy                                                                  | 1863           | 1928           | The Final War                                                                                 |
| Robert Tralins                                                               | 1926           | 2010           | Invasion der Kosmozoiden                                                                      |
| Karen Traviss                                                                |                |                | City of Pearl                                                                                 |
| Jacquelyn Whitney Trimble                                                    | 1927           |                | Guardians of the Gate                                                                         |
| Louis Trimble                                                                | 1917           | 1988           | Die Stadtmaschine                                                                             |
| E. C. Tubb                                                                   | 1919           | 2010           | Planet der Stürme                                                                             |
| George Tucker                                                                | 1775           | 1861           | A Voyage to the Moon                                                                          |
| Wilson Tucker                                                                | 1914           | 2006           | Das Jahr der stillen Sonne                                                                    |
| George Turner                                                                | 1916           | 1997           | Sommer im Treibhaus                                                                           |
| Harry Turtledove                                                             | 1949           |                | Down in the Bottomlands                                                                       |
| Lisa Tuttle                                                                  | 1952           |                | Kinder der Stürme (mit George R. R. Martin)                                                   |
| Mark Twain (Pseudonym von Samuel Langhorne Clemens)                          | 1835           | 1910           | Ein Yankee aus Connecticut an König Artus’ Hof                                                |
| Kathy Tyers                                                                  | 1956           |                | Firebird                                                                                      |
| U                                                                            |                |                |                                                                                               |
| John Updike                                                                  | 1932           | 2009           | Toward the End of Time                                                                        |
| Steven Utley                                                                 | 1948           | 2013           | Damals auf der jungen Erde                                                                    |
| V                                                                            |                |                |                                                                                               |
| Catherynne M. Valente                                                        | 1979           |                | The Orphan’s Tales                                                                            |
| Genevieve Valentine                                                          | 1981           |                | Mechanique: a Tale of the Circus Tresaulti                                                    |
| Peter Van Greenaway                                                          | 1929           | 1988           | Der Schrecken der Medusa                                                                      |
| Mark L. Van Name                                                             | 1955           |                | One Jump Ahead                                                                                |
| Sydney J. Van Scyoc                                                          | 1939           | 2023           | Salzblume                                                                                     |
| Jack Vance                                                                   | 1916           | 2013           | Drachenbrut                                                                                   |
| Jeff VanderMeer                                                              | 1968           |                | Southern Reach Trilogy                                                                        |
| Robert E. Vardeman                                                           | 1947           |                | Das Klingon-Gambit                                                                            |
| John Varley                                                                  | 1947           |                | Der heiße Draht nach Ophiuchi                                                                 |
| Roger Lee Vernon                                                             | 1924           | 1980           | Stunde der Roboter                                                                            |
| Alpheus Hyatt Verrill                                                        | 1871           | 1954           | The Radio Detectives Under the Sea                                                            |
| Gore Vidal                                                                   | 1925           | 2012           | Golgatha Live                                                                                 |
| Harl Vincent                                                                 | 1893           | 1968           | Der Eindringling                                                                              |
| Joan D. Vinge                                                                | 1948           |                | Die Schneekönigin                                                                             |
| Vernor Vinge                                                                 | 1944           | 2024           | Ein Feuer auf der Tiefe                                                                       |
| Julius Vogel                                                                 | 1835           | 1899           | Anno Domini 2000 – A Woman’s Destiny                                                          |
| A. E. van Vogt                                                               | 1912           | 2000           | Slan                                                                                          |
| Kurt Vonnegut                                                                | 1922           | 2007           | Schlachthof 5 oder Der Kinderkreuzzug                                                         |
| John Vornholt                                                                | 1951           |                | Star Trek (verschiedene Episoden)                                                             |
| W                                                                            |                |                |                                                                                               |
| Howard Waldrop                                                               | 1946           | 2024           | Die häßlichen Hühnchen                                                                        |
| Adrian J Walker                                                              |                |                | Am Ende aller Zeiten                                                                          |
| F. L. Wallace                                                                | 1914           | 2002           | Zielstern Centauri                                                                            |
| Ian Wallace                                                                  | 1912           | 1998           | Der große Croyd                                                                               |
| Irving Wallace                                                               | 1916           | 1990           | Das Serum                                                                                     |
| William Walling                                                              | 1926           |                | … und morgen die Sterne                                                                       |
| James Morgan Walsh                                                           | 1897           | 1952           | Vandals of the Void                                                                           |
| Hugh Walters                                                                 | 1910           | 1993           | Der Chor der Verdammten                                                                       |
| Bryce Walton                                                                 | 1918           | 1988           | Tiefseepioniere                                                                               |
| David Walton                                                                 | 1975           |                | Terminal Mind                                                                                 |
| Jo Walton                                                                    | 1964           |                | In einer anderen Welt                                                                         |
| Dayton Ward                                                                  | 1967           |                | Star-Trek-Romane                                                                              |
| Rex Warner                                                                   | 1905           | 1986           | Abenteuer in Utopia oder Die Wildgansjagd                                                     |
| Bill Warren                                                                  | 1943           | 2016           | Fandom is a Way of Death                                                                      |
| William John Watkins                                                         | 1942           |                | Klickpfiff                                                                                    |
| Ian Watson                                                                   | 1943           |                | Dämonenkind                                                                                   |
| Jude Watson                                                                  |                |                | Captive to Evil                                                                               |
| Lawrence Watt-Evans                                                          | 1954           |                | The Chromosomal Code                                                                          |
| Peter Watts                                                                  | 1959           |                | Blindflug                                                                                     |
| Evelyn Waugh                                                                 | 1903           | 1966           | Und neues Leben blüht aus den Ruinen                                                          |
| Sylvia Waugh                                                                 | 1935           |                | Space Race                                                                                    |
| Sharon Webb                                                                  | 1936           | 2010           | Erdenkind                                                                                     |
| David Weber                                                                  | 1952           |                | Der Mond der Meuterer                                                                         |
| Helene Wecker                                                                |                |                | Golem und Dschinn                                                                             |
| Stanley G. Weinbaum                                                          | 1902           | 1935           | Eine Mars-Odyssee                                                                             |
| Gerald M. Weinberg                                                           | 1933           | 2018           | Stringers (Romanserie)                                                                        |
| Ellis Weiner                                                                 | 1950           |                | Der wüste Planet                                                                              |
| Andy Weir                                                                    | 1972           |                | Der Marsianer                                                                                 |
| Toni Weisskopf                                                               | 1965           |                | Online-Veröffentlichungen bei Baen Books                                                      |
| Edward Wellen                                                                | 1919           | 2011           | Androiden weinen nicht                                                                        |
| David Wellington                                                             | 1971           |                | Der verratene Planet                                                                          |
| Manly Wade Wellman                                                           | 1903           | 1986           | Die fliegende Insel                                                                           |
| H. G. Wells                                                                  | 1866           | 1946           | Die Zeitmaschine                                                                              |
| Martha Wells                                                                 | 1964           |                | Necromancer                                                                                   |
| Robert Wells                                                                 | 1929           |                | SOS – Ein Raumschiff stirbt                                                                   |
| K. D. Wentworth                                                              | 1951           | 2012           | Tall One                                                                                      |
| Morris L. West                                                               | 1916           | 1999           | Die Gaukler Gottes                                                                            |
| Wallace West                                                                 | 1900           | 1980           | Verkaufen Sie Ihre Erinnerung                                                                 |
| Robert Westall                                                               | 1929           | 1993           | Spiel mit dem Zufall                                                                          |
| Scott Westerfeld                                                             | 1963           |                | Evolution’s Darling                                                                           |
| Donald E. Westlake                                                           | 1933           | 2008           | Anarchaos                                                                                     |
| James White                                                                  | 1928           | 1999           | Orbit-Hospital                                                                                |
| Ted White                                                                    | 1938           |                | Geburt eines Phoenix (mit Marion Zimmer Bradley)                                              |
| Leonard Wibberley                                                            | 1915           | 1983           | Kleiner Staat ganz groß                                                                       |
| Fran Wilde                                                                   | 1972           |                | Stadt aus Wind und Knochen                                                                    |
| Cherry Wilder                                                                | 1930           | 2002           | Das Glück von Brins Fünf                                                                      |
| Kate Wilhelm                                                                 | 1928           | 2018           | Hier sangen früher Vögel                                                                      |
| Jay Williams                                                                 | 1914           | 1978           | Der Krake                                                                                     |
| Nick Boddie Williams                                                         | 1906           | 1992           | Der Atomvorhang                                                                               |
| Paul O. Williams                                                             | 1935           | 2009           | Die Enden des Kreises                                                                         |
| Robert Moore Williams                                                        | 1907           | 1977           | Am Rande der grossen Leere                                                                    |
| Sean Williams                                                                | 1967           |                | Die Bücher des Kataklysmus                                                                    |
| Tad Williams                                                                 | 1957           |                | Otherland                                                                                     |
| Walter Jon Williams                                                          | 1953           |                | Hardware                                                                                      |
| Jack Williamson                                                              | 1908           | 2006           | Antimaterie                                                                                   |
| Connie Willis                                                                | 1945           |                | Die Jahre des Schwarzen Todes                                                                 |
| Colin Wilson                                                                 | 1931           | 2013           | Die Seelenfresser                                                                             |
| Daniel H. Wilson                                                             | 1978           |                | Robocalypse                                                                                   |
| Francis Paul Wilson                                                          | 1946           |                | LaNague Federation (Romanserie)                                                               |
| Richard Wilson                                                               | 1920           | 1987           | Die Damen vom Planeten 5                                                                      |
| Robert Anton Wilson                                                          | 1932           | 2007           | Schrödingers Katze                                                                            |
| Robert Charles Wilson                                                        | 1953           |                | Spin                                                                                          |
| David Wingrove                                                               | 1954           |                | Chung Kuo (Romanserie)                                                                        |
| Ben H. Winters                                                               | 1976           |                | Der letzte Polizist                                                                           |
| R. R. Winterbotham                                                           | 1904           | 1971           | Testpilot Jack Fayburn                                                                        |
| Jack Wodhams                                                                 | 1931           | 2017           | Korrespondenz                                                                                 |
| Gary K. Wolf                                                                 | 1941           |                | Killerspiel                                                                                   |
| Bernard Wolfe                                                                | 1915           | 1985           | Limbo                                                                                         |
| Gary K. Wolfe                                                                | 1946           |                | Soundings: Reviews 1992-1996 (Sammlung von Buchbesprechungen)                                 |
| Gene Wolfe                                                                   | 1931           | 2019           | Das Buch der Neuen Sonne                                                                      |
| Donald A. Wollheim                                                           | 1914           | 1990           | Das Marsrätsel                                                                                |
| Dave Wolverton (echter Name von David Farland)                               | 1957           | 2022           | The Runelords                                                                                 |
| Jack Womack                                                                  | 1956           |                | Terraplane                                                                                    |
| Bari Wood                                                                    | 1936           |                | Tödliche Augenblicke                                                                          |
| N. Lee Wood                                                                  | 1955           |                | Faradays Waisen; In Erwartung des Mahdi                                                       |
| Chris Wooding                                                                | 1977           |                | Piratenmond                                                                                   |
| Herman Wouk                                                                  | 1915           | 2019           | Das Land im Mond                                                                              |
| M. K. Wren                                                                   | 1938           | 2016           | Sword of the Lamb                                                                             |
| A. T. Wright                                                                 | 1883           | 1931           | Islandia                                                                                      |
| Lan Wright                                                                   | 1923           | 2010           | Menschheit im Aufbruch                                                                        |
| Ronald Wright                                                                | 1948           |                | Die Schönheit jener fernen Stadt                                                              |
| Susan Wright                                                                 | 1963           |                | Star Trek (Episoden)                                                                          |
| Sydney Fowler Wright                                                         | 1874           | 1965           | Erbsünde                                                                                      |
| Philip Wylie                                                                 | 1902           | 1971           | Das große Verschwinden                                                                        |
| John Wyndham                                                                 | 1903           | 1969           | Die Triffids                                                                                  |
| Y                                                                            |                |                |                                                                                               |
| Chelsea Quinn Yarbro                                                         | 1942           |                | Falsche Dämmerung                                                                             |
| Laurence Yep                                                                 | 1948           |                | Herr der Schatten (Star-Trek-Roman)                                                           |
| Nicholas Yermakov                                                            | 1951           |                | Sturz in die Finsternis                                                                       |
| Jane Yolen                                                                   | 1939           |                | Rattenfänger                                                                                  |
| Robert F. Young                                                              | 1915           | 1986           | Ein Affe namens Shakespeare                                                                   |
| Charles Yu                                                                   | 1976           |                | How to Live Safely in a Science Fictional Universe                                            |
| Jerry Yulsman                                                                | 1924           | 1999           | Elleander Morning                                                                             |
| Z                                                                            |                |                |                                                                                               |
| Timothy Zahn                                                                 | 1951           |                | Thrawn-Trilogie                                                                               |
| George Zebrowski                                                             | 1945           | 2024           | Fremdere Sonnen                                                                               |
| Roger Zelazny                                                                | 1937           | 1995           | Die Chroniken von Amber                                                                       |
| Sarah Zettel                                                                 | 1966           |                | Das Gottesspiel                                                                               |
| Paul Edwin Zimmer                                                            | 1943           | 1997           | Die Flüchtlinge des roten Mondes (mit Marion Zimmer Bradley)                                  |
| David Zindell                                                                | 1952           |                | Neverness                                                                                     |
| Pamela Zoline                                                                | 1941           |                | The Heat Death of the Universe                                                                |